# Auguste Renoir
Pour les articles homonymes, voir Renoir.
Pierre-Auguste Renoir dit Auguste Renoir, né le 25 février 1841 à Limoges (Haute-Vienne) et mort le 3 décembre 1919 au domaine des Collettes à Cagnes-sur-Mer, est l'un des plus célèbres peintres français.
Membre à part entière du groupe impressionniste, il évolue dans les années 1880 vers un style plus réaliste sous l'influence de Raphaël. Il a été peintre de nus, de portraits, paysages, marines, natures mortes et scènes de genre. Il a aussi été pastelliste, graveur, lithographe, sculpteur et dessinateur.
Peintre figuratif plus intéressé par la peinture de portraits et de nus féminins que par celle des paysages, il a élaboré une façon de peindre originale, qui transcende ses premières influences (Fragonard, Courbet, Monet, puis la fresque italienne).
Pendant environ soixante ans, le peintre estime avoir réalisé à peu près quatre mille tableaux,.

## Biographie

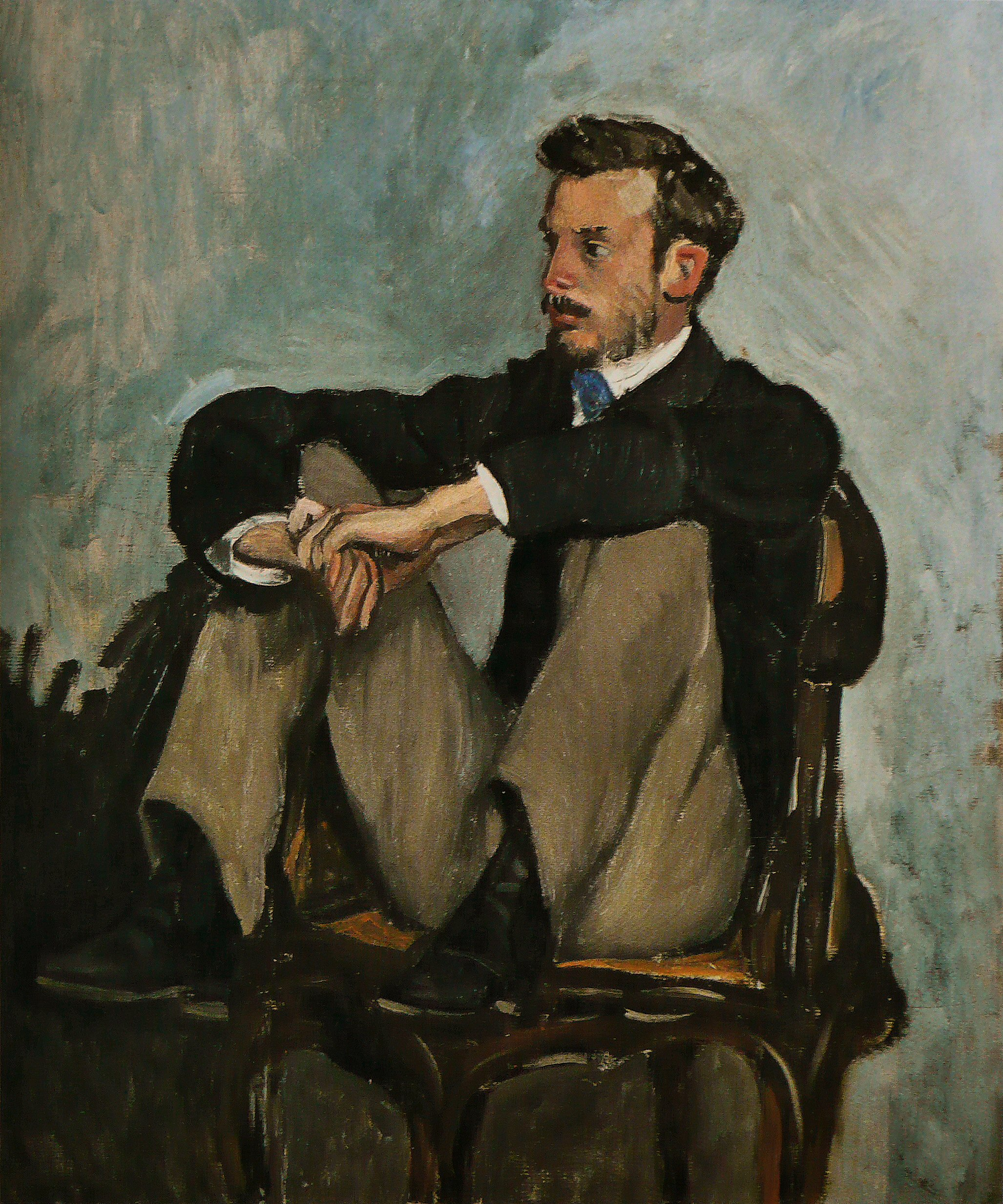
Frédéric Bazille, Portrait de Renoir (1867), Montpellier, musée Fabre.

### Enfance et premiers apprentissages
Pierre-Auguste Renoir, dit Auguste Renoir, naît à Limoges à 6 heures du matin, au no 71 de l'actuel boulevard Gambetta, ancien boulevard Sainte-Catherine, le 25 février 1841. Il est le sixième de sept enfants, issu d'une famille d'artisans. Son père, Léonard Renoir (6 juillet 1799 - 22 décembre 1874) est tailleur, sa mère, Marguerite Merlet (18 septembre 1807 - 12 novembre 1896) est couturière. La famille vit alors assez pauvrement. En 1844, la famille Renoir quitte Limoges pour Paris, où le père espère améliorer sa situation. Ils s'installent au 16 rue de la Bibliothèque mais doivent déménager en 1855 au 23 rue d'Argenteuil. Pierre-Auguste y suit sa scolarité. La famille doit bientôt de nouveau déménager rue des Gravilliers.
À l’âge de 13 ans, il entre comme apprenti à l’atelier de porcelaine Lévy Frères & Compagnie pour y faire la décoration des pièces. Dans le même temps, il fréquente les cours du soir de l’École de dessin et d’arts décoratifs jusqu’en 1862. À cette période, il suit des cours de musique avec Charles Gounod qui remarque cet élève intelligent et doué.

### Débuts dans la peinture
En 1858 à l’âge de 17 ans, pour gagner sa vie, il décide de peindre des éventails et colorie des armoiries pour son frère Henri, graveur en héraldique.
En 1860, il s'inscrit au Louvre pour copier des tableaux anciens et entre l'année suivante à l’École des beaux-arts de Paris, dans l'atelier de Charles Gleyre (1806-1874), où il rencontre Frédéric Bazille (1841-1870), Claude Monet, et Alfred Sisley. Une solide amitié se noue entre les quatre jeunes gens qui vont souvent peindre en plein air dans la forêt de Fontainebleau. Il y fait la connaissance des peintres de l'École de Barbizon dont Diaz de la Peña et peint pour la famille Lacaux qui y séjournait, un portrait d'enfant, conservé au Cleveland Museum.
Après une tentative infructueuse en 1863, son premier tableau est accepté au Salon de 1864, l'année où il peint la petite Romaine Lacaux. Il s'agit de l’Esméralda qui connaît un véritable succès, mais après l’exposition, il la détruit.
Ses relations avec Gleyre finissent par se détériorer peu à peu et lorsque ce dernier prend sa retraite en 1864, il quitte les Beaux-Arts. Les œuvres de cette période sont marquées par l'influence d'Ingres et de Dehodencq dans les portraits, de Gustave Courbet (particulièrement dans les natures mortes), mais aussi d'Eugène Delacroix, à qui il emprunte certains thèmes. Les femmes orientales, par exemple, sont visibles en 1872 dans sa toile Parisiennes habillées en Algériennes.
En avril 1865, il se lie d'amitié avec le peintre Jules Le Cœur qui participa au Salon des refusés de 1863. Jules loue une maison à Bourron-Marlotte, près de la forêt de Fontainebleau qui devient rapidement le lieu de rencontre de Renoir et de ses amis artistes Claude Monet et Alfred Sisley. Renoir y rencontre la compagne de Jules, Clémence Tréhot, dont la sœur, Lise, devient sa compagne et son modèle préféré pendant les sept ou huit années suivantes. Jules aide Renoir à plusieurs reprises en lui commandant des portraits de membres de sa famille et la décoration du plafond d'une pièce du palais du prince Georges Bibesco.
Dès 1865, sont acceptés par le Salon : Portrait de William Sisley et Soirée d'été, une toile considérée comme perdue,.

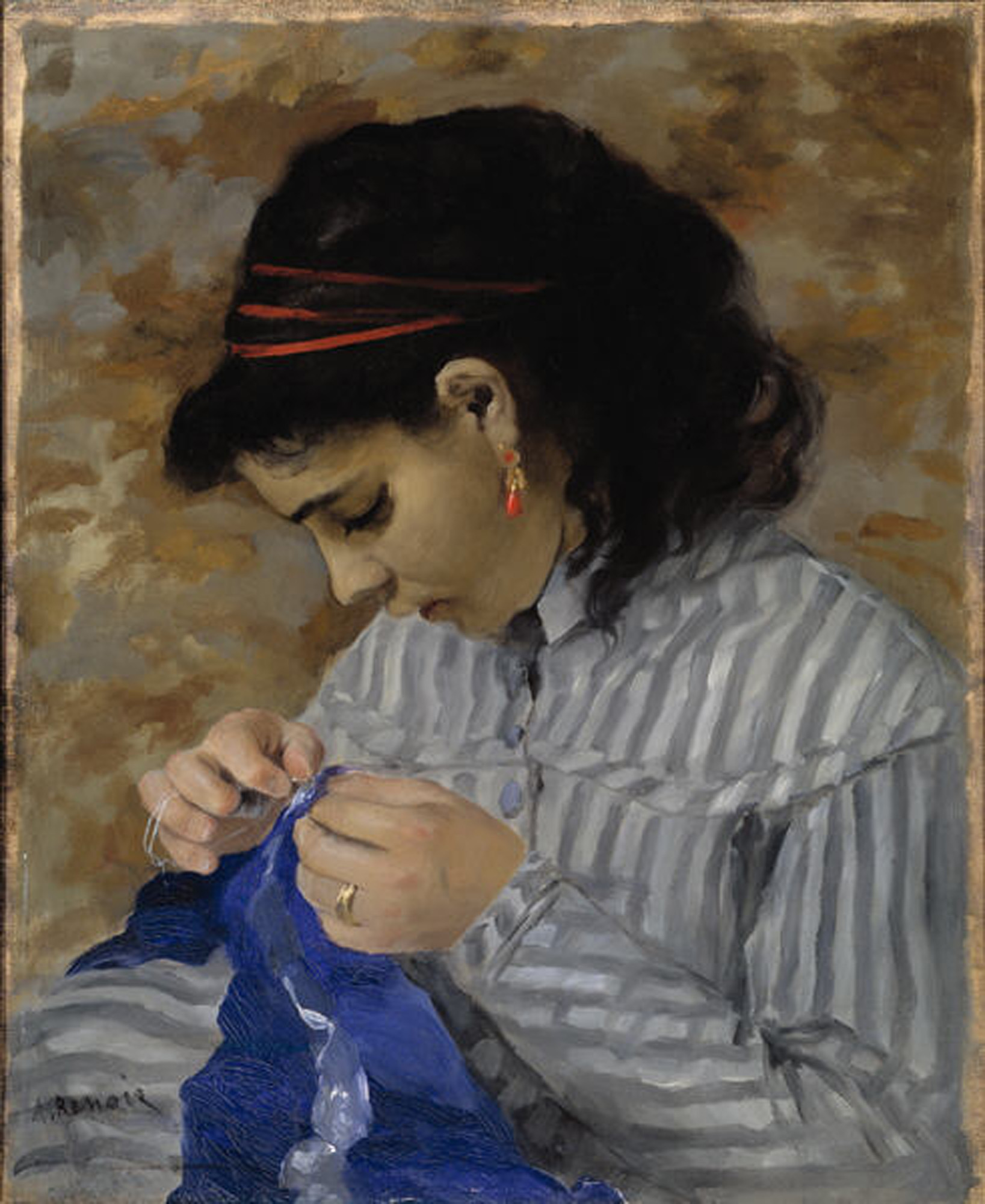
Lise (Tréhot) cousant (1866), musée d'Art de Dallas.

Vers 1867, il partage un atelier avec Bazille et Monet, ce dernier devenant une influence importante sur son art. Avec Monet ils entreprennent de documenter l’évolution de Paris dans une série de vues.
Sa compagne Lise Tréhot (1848-1922) pose pour le tableau Lise à l'ombrelle (1867), qui, exposé au salon de 1868, a suscité les commentaires élogieux d'un jeune critique, nommé Émile Zola. Mais en général, les critiques sont plutôt mauvaises, et de nombreuses caricatures paraissent dans la presse, telles celles de Bertall. Deux enfants naissent de cette relation : Pierre, né à 9 heures du soir au 35 rue Saint-Claude à Ville-d'Avray le 14 septembre 1868 et mort vers 1930,, et Jeanne Marguerite, née à 5 heures du matin au 200 faubourg Saint-Denis à Paris 10e le 21 juillet 1870 et morte le 8 juin 1934, inhumée à Sainte-Marguerite-de-Carrouges.
En 1869, dans une situation financière difficile, il doit vivre chez ses parents retirés dans le hameau de Voisins, non loin de Louveciennes où habite Pissarro. Il y fait le portrait de son père qui suggère une personnalité sévère.

### L'Impressionnisme
Le séjour que Renoir fait avec Monet à la Grenouillère sur l'île de Croissy-sur-Seine, est décisif dans sa carrière. Il peint véritablement en plein air, ce qui change sa palette, et fragmente sa touche.
Il apprend à rendre les effets de la lumière, et à ne plus utiliser le noir pour les ombres. Dès lors, commence la période impressionniste de Renoir. Monet préfère peindre les paysages, et Renoir préfère peindre les personnages. Pour les mêmes scènes de La Grenouillère, Renoir adopte un point de vue plus rapproché qui lui permet de donner une plus grande importance aux figures.
Il étudie les chevaux à l'académie militaire, comme on peut le voir dans L'Allée cavalière au bois de Boulogne, et pendant la guerre franco-prussienne de 1870-1871, il est mobilisé et affecté dans la cavalerie à Bordeaux puis à Tarbes. Tombé gravement malade, il est hospitalisé à Bordeaux avant d'être démobilisé en mars 1871. Au printemps, il séjourne avec Bernier, son commandant de régiment, et son épouse chez le père de Bernier dans la ville de Tarbes. Il y fait le portrait de l'épouse du commandant, Marie-Octavie Bernier. Il se souvient avec tendresse qu'il avait passé « deux mois dans un château », où il était « traité comme un prince », montait à cheval tous les jours et enseignait la peinture à la fille de ses hôtes.
Il rentre ensuite à Paris où il apprend la mort de Frédéric Bazille.

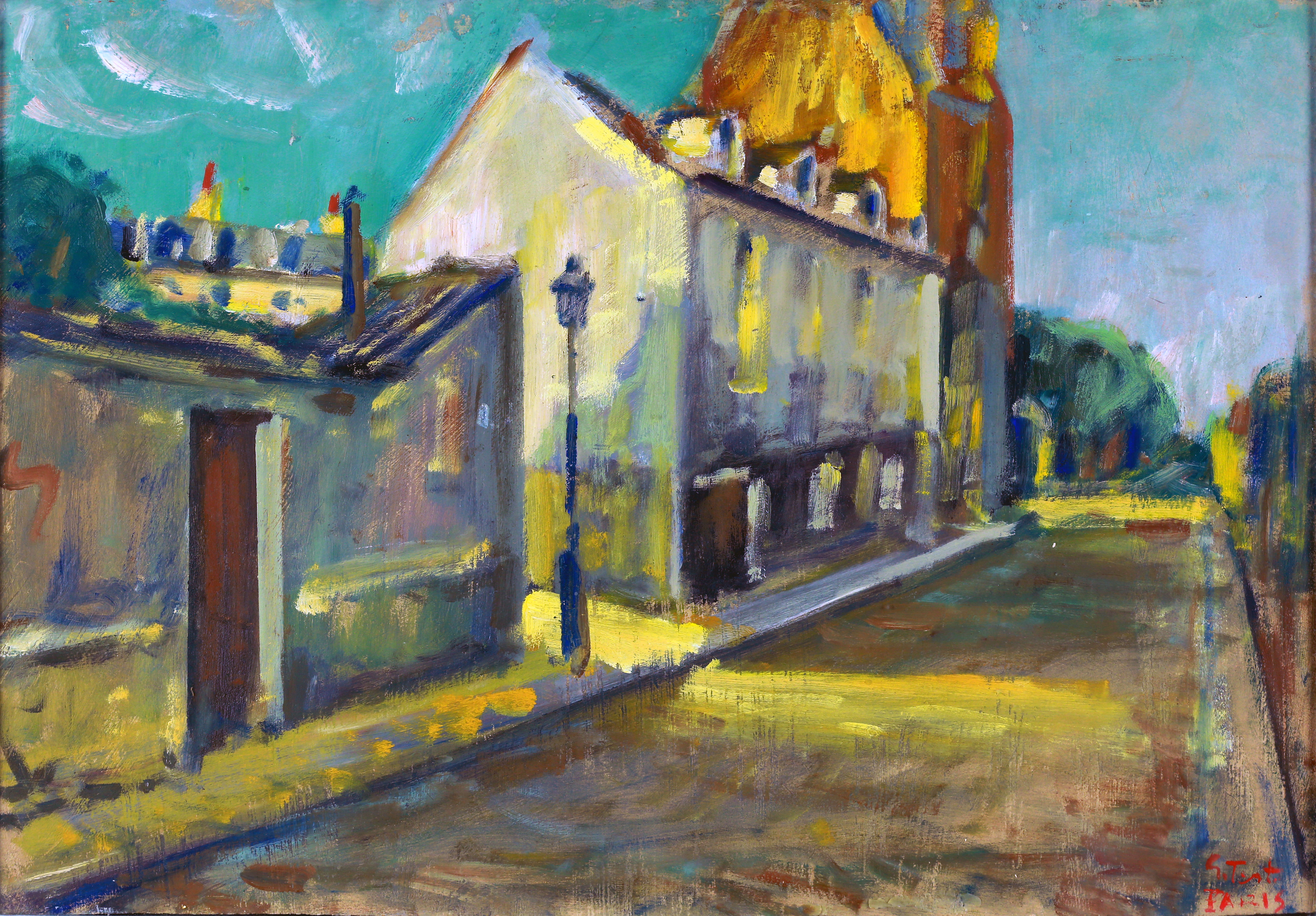
La Maison de Renoir Rue Cortot
Giuseppe Testi (1971).
Actuel musée de Montmartre.

Il est influencé à l'époque par la tradition du réalisme d’Édouard Manet évoquée dans Nature morte au bouquet (1871). L'estampe accrochée au mur est une reproduction gravée par Manet des Petits Cavaliers de Vélasquez.
En 1872, Lise Tréhot le quitte et épouse le 24 avril 1872, un jeune architecte, Georges Brière de l'Isle. La tradition veut qu'elle n'ait plus jamais revu Renoir. Douglas Cooper laisse entendre que le portrait Lise au foulard blanc pourrait avoir été réalisé comme cadeau de mariage.
Au début des années 1870, il peint souvent côte à côte avec Monet, produisant des images du même sujet et s’utilisant parfois l’un l’autre et d’autres membres de la famille, comme modèles. C'est aussi durant cette période, qu'il copie les œuvres de Delacroix et étudie les nouveaux effets de couleurs. Cela se manifeste dans Intérieur de harem à Montmartre (1872) qui se réfère au tableau célèbre de Delacroix au Louvre, Les Femmes algériennes (1834).

La Famille Monet
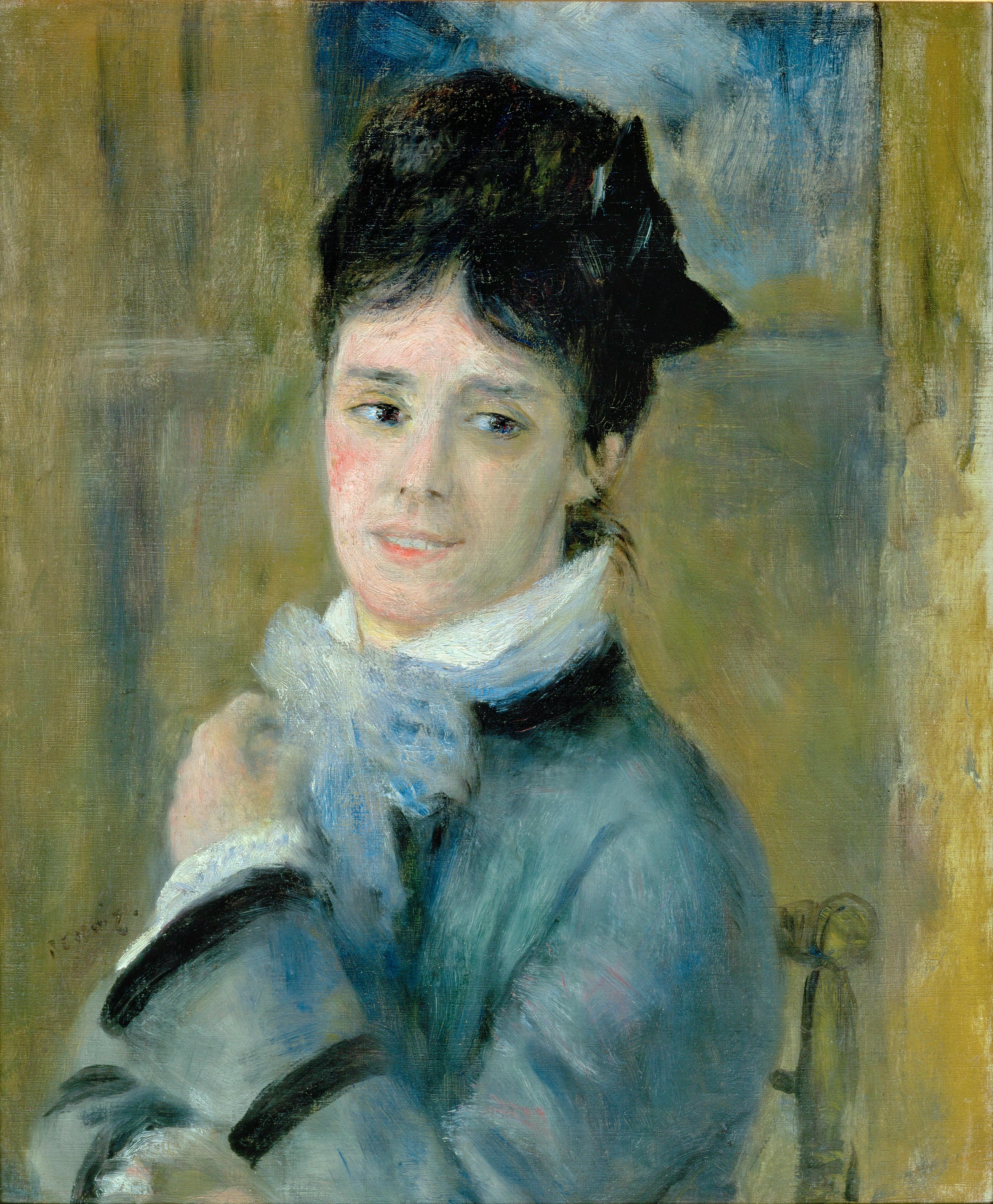
Camille Monet, 1872, musée Marmottan Monet.
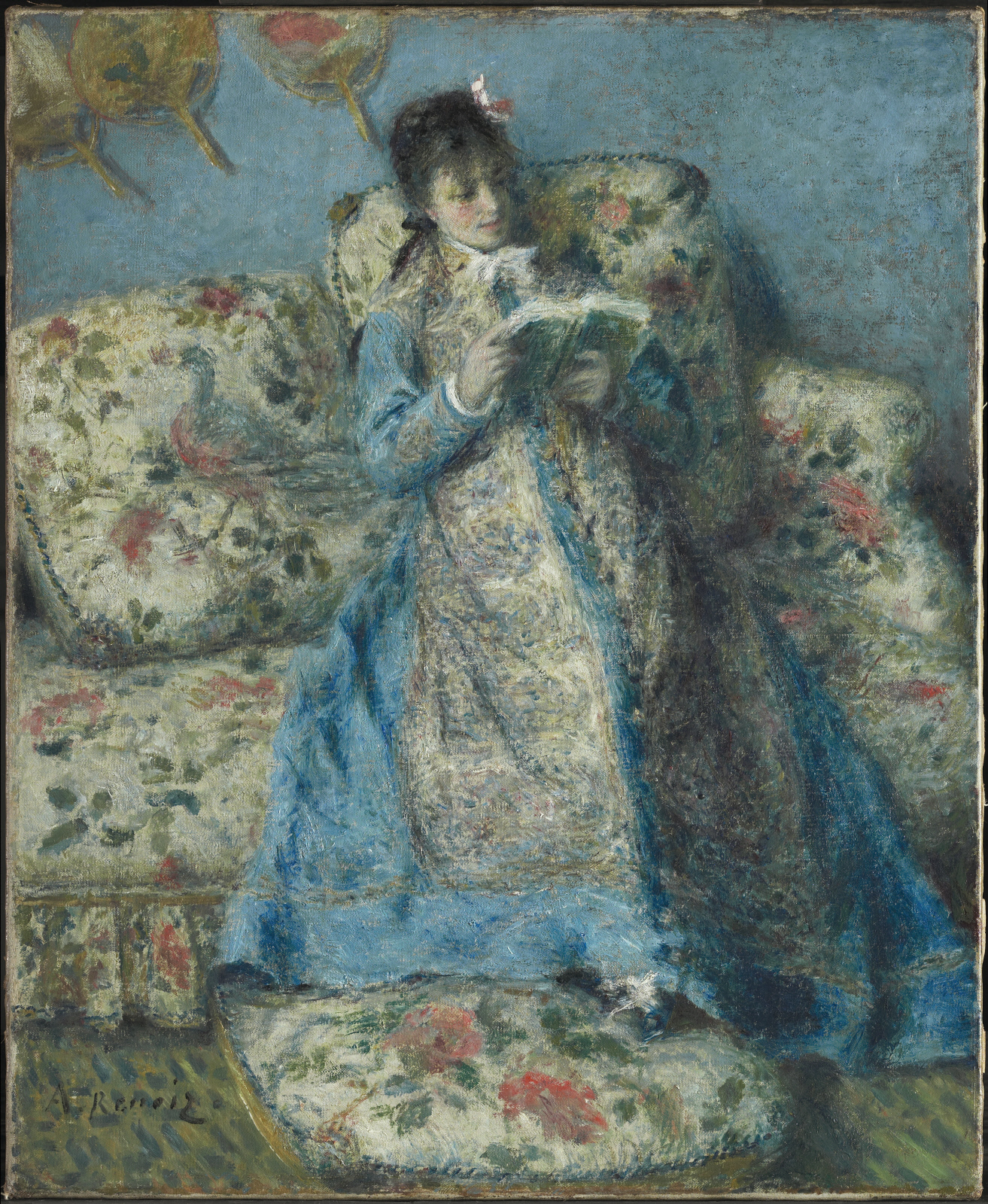
Camille Monet lisant, 1872, Clark Art Institute, Williamstown.
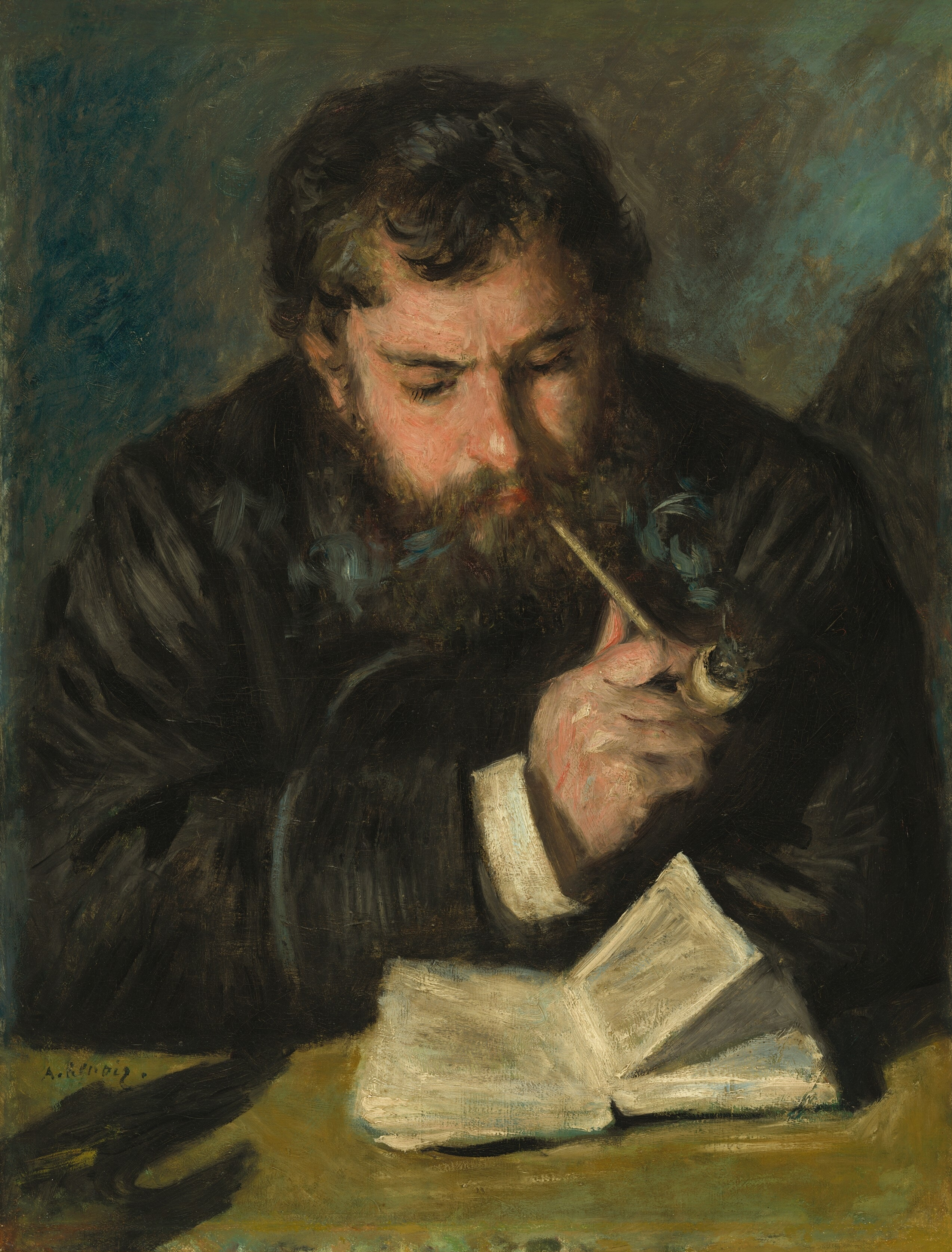
Claude Monet, 1872, National Gallery of Art, Washington.
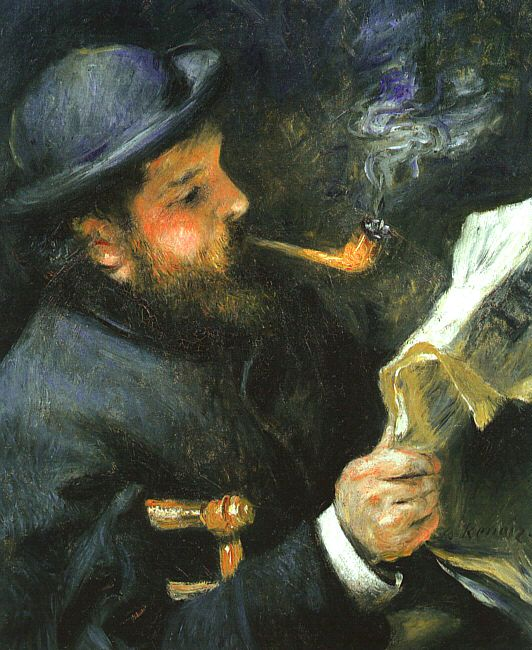
Claude Monet lisant, 1872, musée Marmottan.
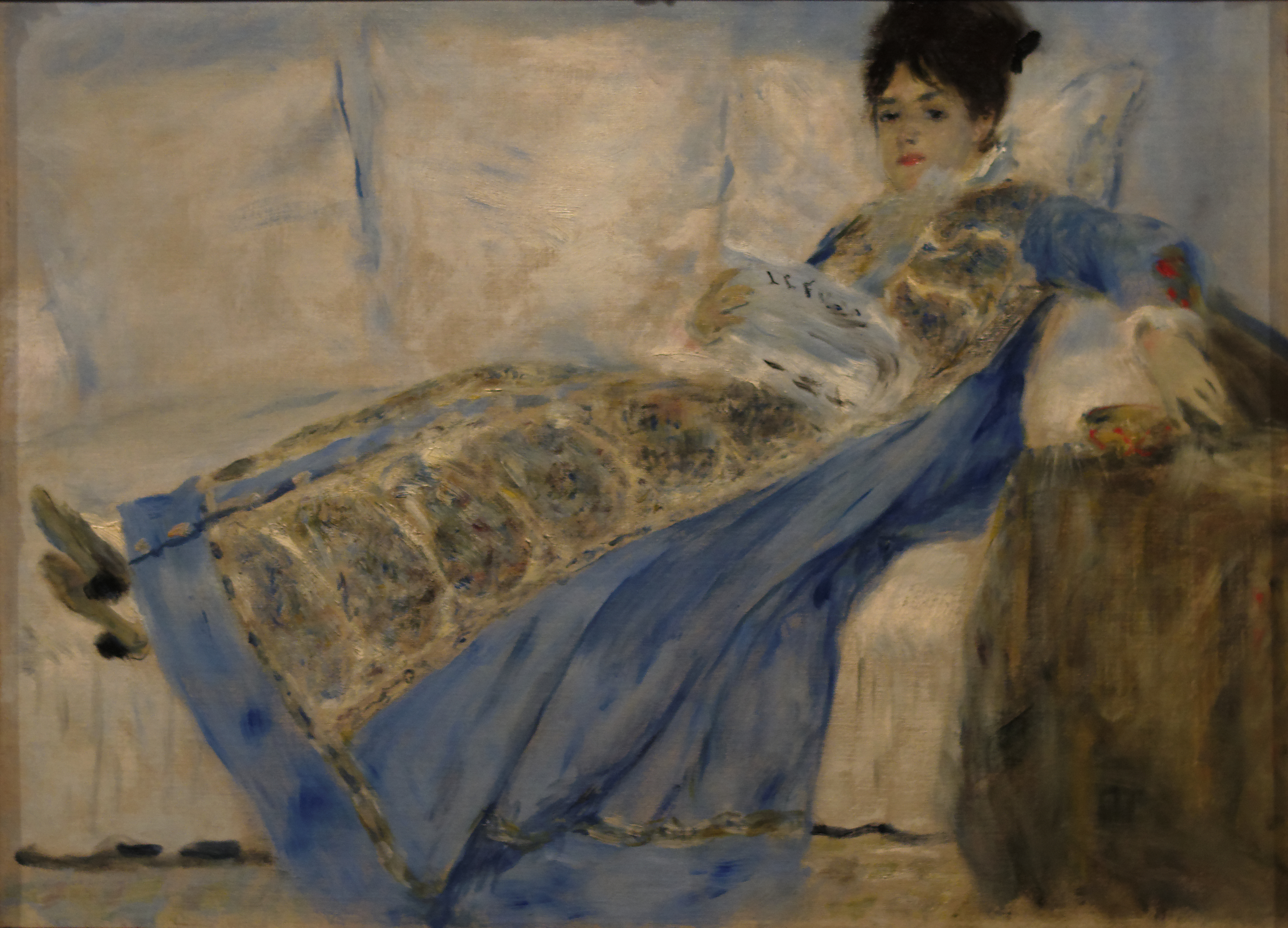
Madame Monet étendue sur un sofa, 1872, musée Calouste-Gulbenkian, Lisbonne.

En mars 1872, il rencontre le marchand d'art Paul Durand-Ruel, et en septembre 1873, il quitte son studio de la rue Notre-Dame-des-Champs pour un atelier plus grand rue Saint-Georges.
Ses tableaux sont régulièrement refusés au Salon, et il participe à la première exposition impressionniste en 1874. Cette exposition attire l’attention de la critique et du public, mais est loin d’être un succès sur le plan financier. Le Pêcheur à la ligne est peint au cours de l'été 1874, alors que Renoir travaillait avec Claude Monet dans sa maison d'Argenteuil.
Pour continuer à faire connaître le travail du groupe, Renoir a l'idée inhabituelle d'organiser en 1875, une série de ventes aux enchères à l'Hôtel Drouot. Elle se tient le 24 mars 1875, sous la direction du marchand Paul Durand-Ruel, avec Monet, Morisot et Sisley. La réaction du public est extrême et parfois même tumultueuse : « Les étudiants des Beaux-Arts défilèrent même en file indienne pour manifester, se souvient Renoir, et l'intervention de la police municipale fut nécessaire. À partir de ce jour, nous avons eu nos défenseurs et, mieux encore, nos mécènes ».
Le Pêcheur ainsi que deux autres tableaux, sont les tout premiers Renoir acquis à Drouot, par l'éditeur Georges Charpentier, qui deviendra le plus grand mécène et ami de toujours de l'artiste. Contrairement à Monet, qui dès cette époque, se concentre principalement sur le paysage, Renoir reste attaché à ses personnages, décrivant des scènes de la vie moderne.

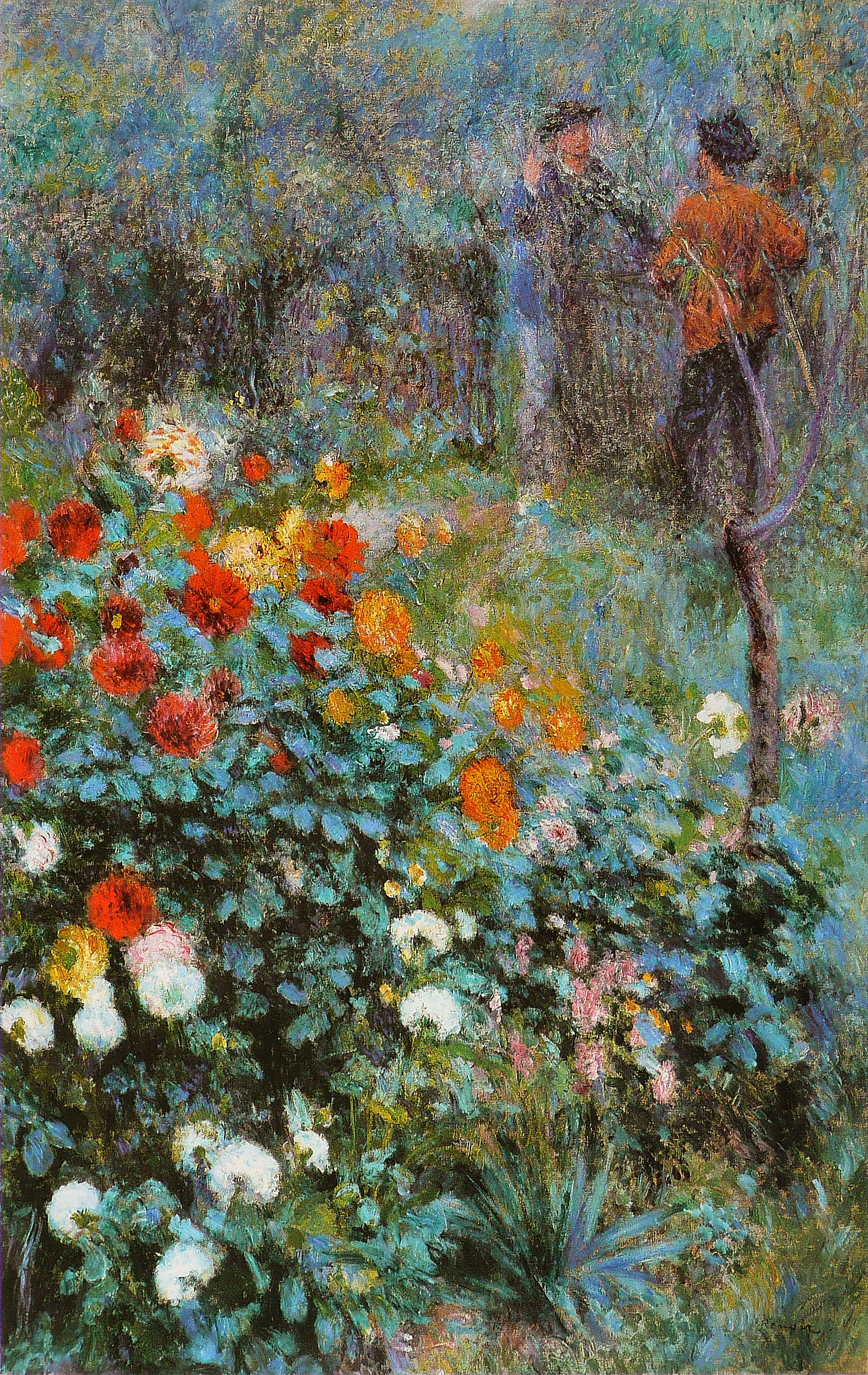
Le Jardin de la rue Cortot à Montmartre, 1876,
Carnegie Museum of Art, Pittsburgh.

Cette même année il rencontre Victor Chocquet (1821-1891), un douanier qui, avec de modestes moyens, avait réussi à constituer une collection d'art français des XVIIIe et XIXe siècles de premier ordre. Chocquet rencontre d'abord Degas en 1875 et, dès la deuxième exposition impressionniste, en 1876, il devient un fervent partisan du mouvement artistique progressiste, collectionnant des œuvres de Renoir, Monet et Cézanne. Il admire particulièrement Delacroix et identifie Renoir comme l’héritier de son approche de la couleur. Renoir reconnaît ce compliment et rend hommage au célèbre coloriste en incluant en arrière-plan du portrait de Victor Chocquet, l’une des études préparatoires de Delacroix provenant de sa collection. Chocquet approcha Delacroix, en vain, pour lui commander un portrait de son épouse Augustine Marie Caroline, née Buisson (1837-1899). C'est Renoir qui remplit ce souhait 13 ans plus tard et là encore, en hommage à Delacroix, une esquisse du maître est visible à côté de Madame Chocquet.
En 1876, il loue un modeste atelier au no 12 rue Cortot (devenu en 1960 le musée de Montmartre). Ce nouvel atelier est entouré d'un grand jardin et George Rivière se souvient : « Dès que Renoir entra dans la maison, il fut fasciné par la vue sur le jardin, qui ressemblait à un beau parc abandonné. » Femme à l'ombrelle dans un jardin est exposé, sous le nom de Jardin, à la Troisième Exposition Impressionniste d'avril 1877 et admiré par la critique.
Il réalise son chef-d'œuvre Le Bal du moulin de la Galette, à Montmartre, en 1877. Le tableau est acheté par Gustave Caillebotte, membre et mécène du groupe. Cette toile ambitieuse (par son format d'abord, 1,30 m × 1,70 m) est caractéristique du style et des recherches de l'artiste durant la décennie 1870 : touche fluide et colorée, ombres colorées, non-usage du noir, effets de textures, jeu de lumière qui filtre à travers les feuillages, les nuages, goût pour les scènes de la vie populaire parisienne, pour des modèles de son entourage (des amis, des gens de la « bohème » de Montmartre).
Pour les nus, il fait d'abord appel à des modèles professionnels puis à des jeunes femmes qu'il rencontre parfois dans la rue et qu'il paye en leur offrant le portrait, des fleurs ou des chapeaux à la mode.

La Période impressionniste
Pont-Neuf, 1872, Washington, National Gallery of Art.
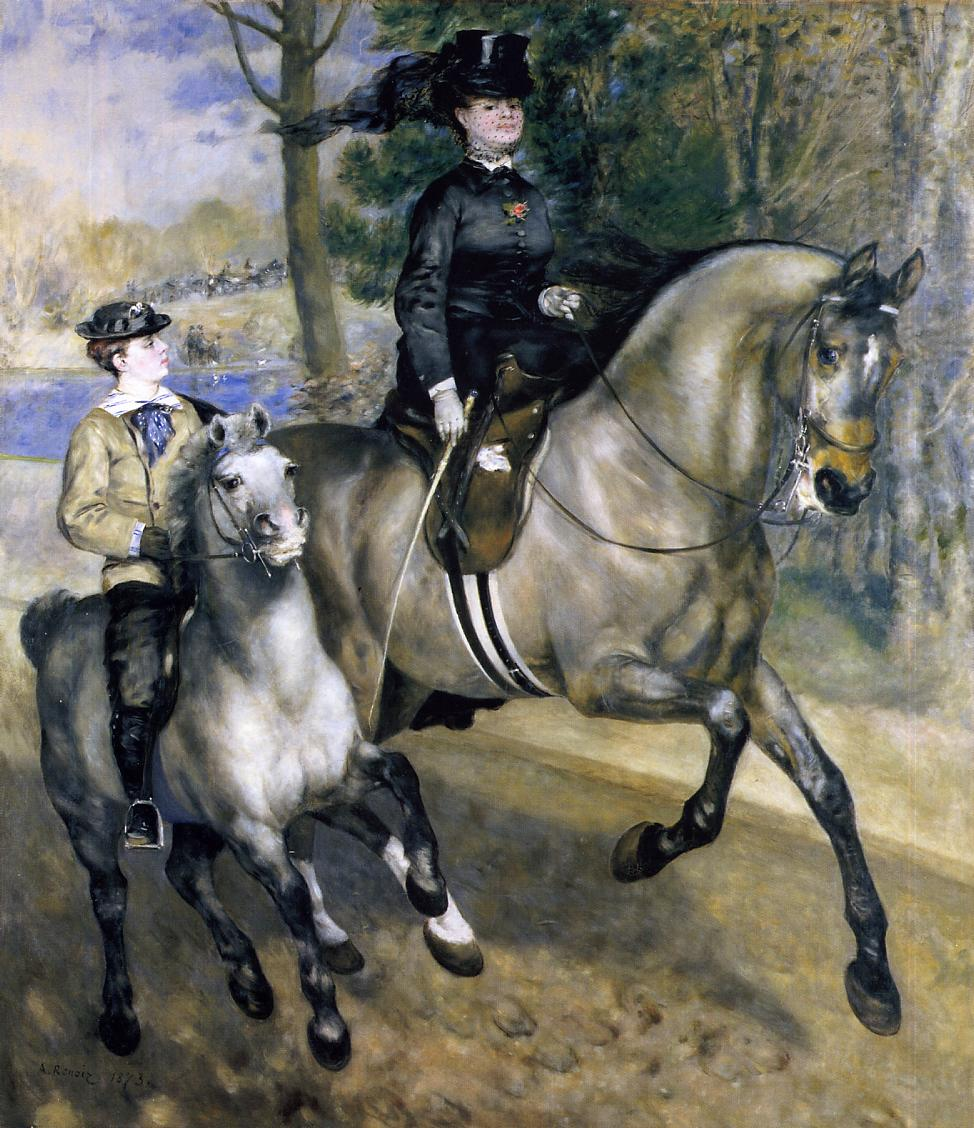
L'Allée cavalière au bois de Boulogne (Madame Henriette Darras), 1873, Kunsthalle de Hambourg.
Bal du moulin de la Galette, 1876, Paris, musée d'Orsay.
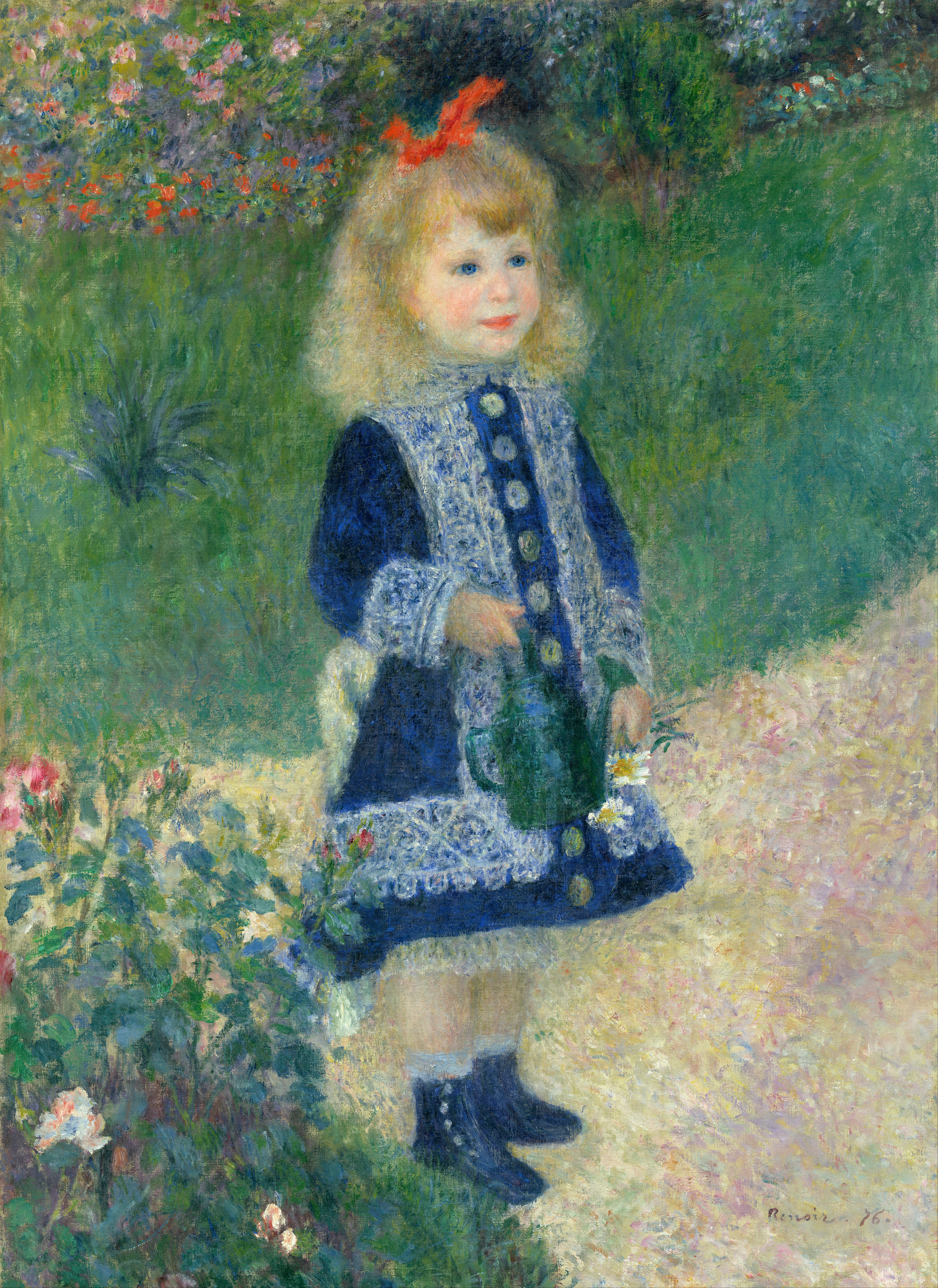
La Fillette à l'arrosoir, 1876, Washington, National Gallery of Art.
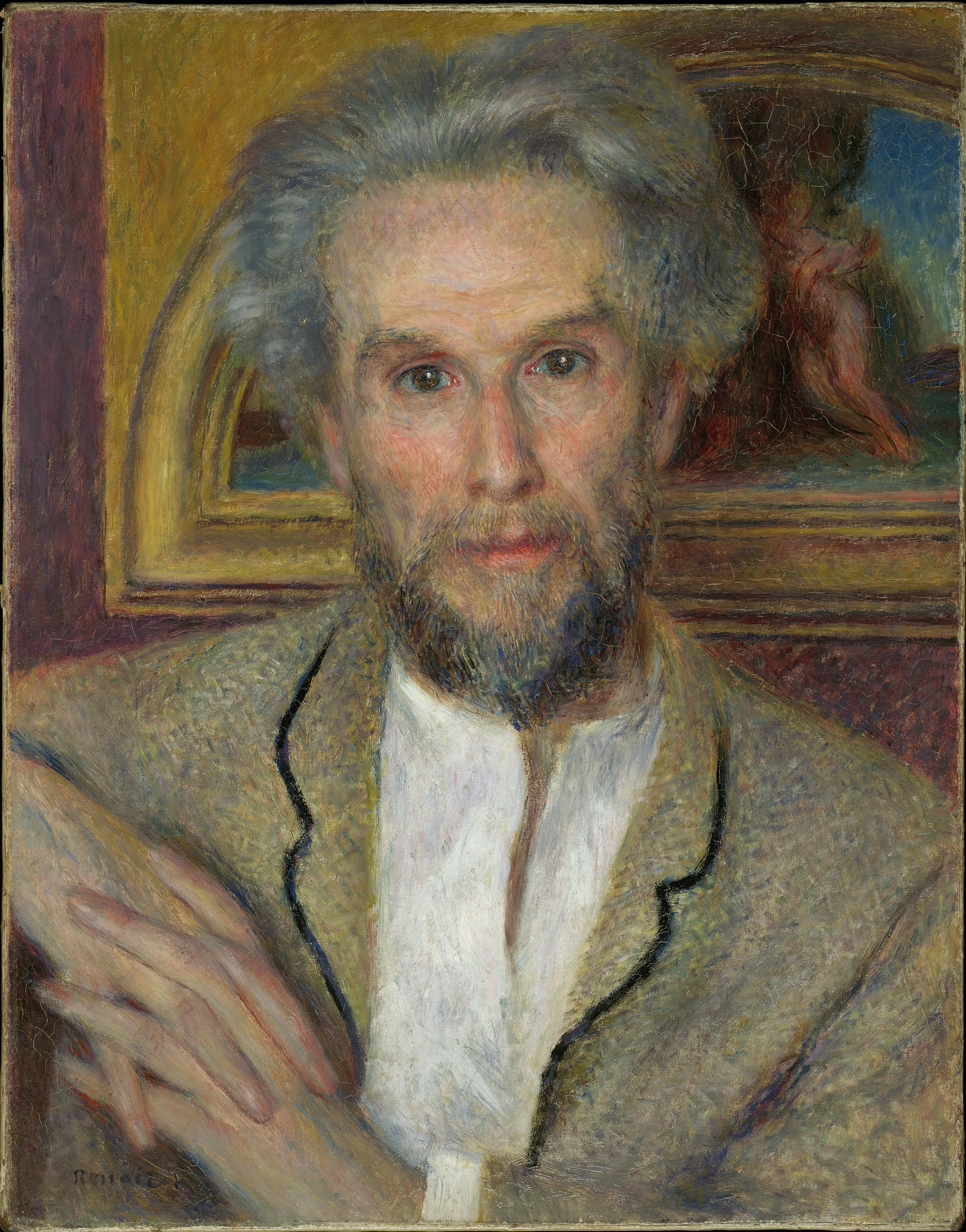
Victor Chocquet, 1876, Cambridge, Fogg Art Museum. Un mécène de Renoir.
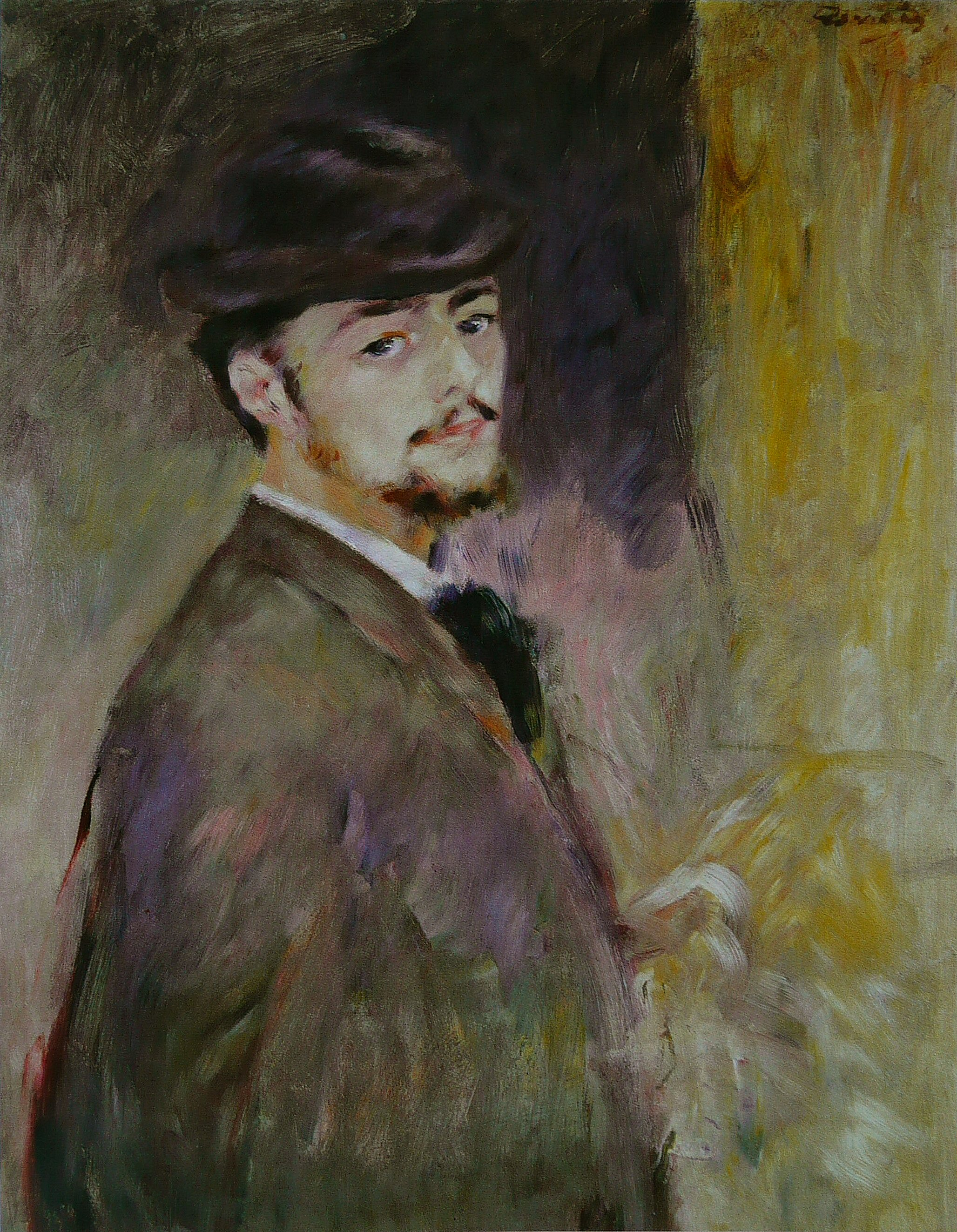
Autoportrait, 1876, Cambridge, Fogg Art Museum.

### Vers une peinture plus classique

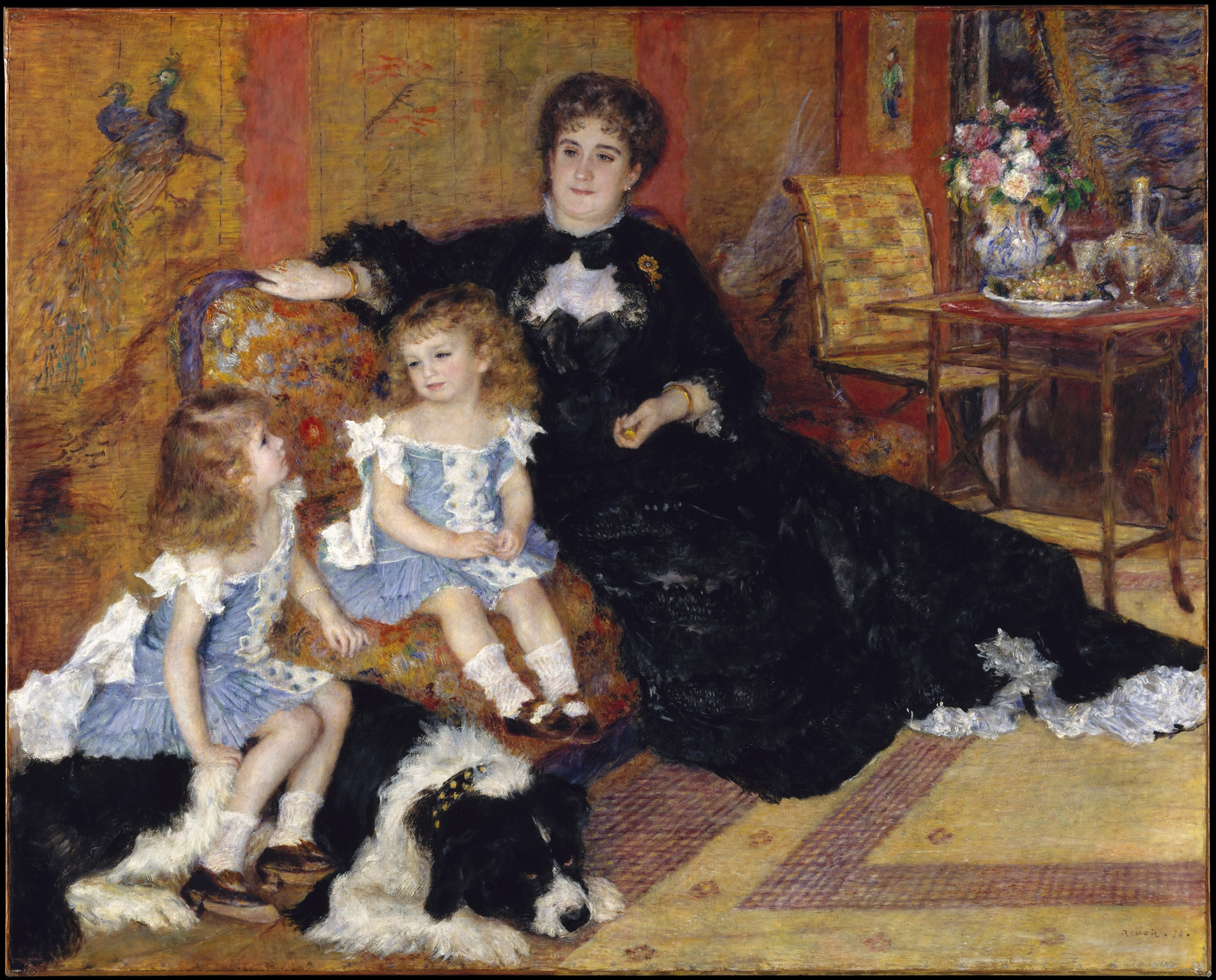
Madame Georges Charpentier et ses enfants, 1878,
Metropolitan Museum, New York.

À la fin des années 1870, il est en pleine misère : il n'arrive pas à vendre ses tableaux et la critique est souvent mauvaise ; il décide de ne plus exposer avec ses amis impressionnistes mais de revenir au Salon officiel, seule voie possible vers le succès. Il n'expose d'abord qu'une seule toile au Salon de 1878 intitulée Le Café.
Les Mécènes
Il est soutenu par ses mécènes, notamment les Charpentier, propriétaires d'une maison d'édition dont le journal La Vie moderne contribue à sa réputation. C'est grâce à des commandes de portraits prestigieux, comme celui de Madame Charpentier et ses enfants en 1878, qu'il se fait connaître et obtient de plus en plus de commandes. Madame Charpentier a de nombreuses relations, et anime des salons littéraires d'élite fréquentés par des écrivains tels que Flaubert, les Goncourt et Zola, qui use de son influence pour que le tableau bénéficie d'une place de choix au Salon de 1879.
Renoir et Paul Bérard, diplomate et chef d'entreprise issu d'une famille de banquiers protestants, se rencontrèrent probablement dans le salon de Madame Charpentier en 1878 et nouèrent rapidement une relation très étroite. Le collectionneur Charles Deudon, héritier d'une fortune minière, qui fréquentait également ce salon, persuada Madame Bérard de faire peindre par Renoir un portrait en pied de sa fille Marthe (Museu de Arte de São Paulo). À l'été 1879, Paul Bérard l'invite dans sa propriété en Normandie, le Château de Wargemont, près de Dieppe. Lors de son séjour, l’artiste peint des portraits des enfants Bérard et de son épouse Marguerite. C'est un véritable album de portraits de famille, allant de commandes formelles à des œuvres plus intimes qui traduisent un véritable attachement pour ces quatre enfants André, Lucie, Marthe et Marguerite, ainsi que d'un neveu et d'une nièce, Alfred et Thérèse, et même de leur concierge. Il réalise également plusieurs décors de panneaux.
Il passera plusieurs été chez les Bérard, dans une région remarquable pour ses falaises abruptes et ses panoramas balayés par les intempéries. Il se dégage une grande sérénité des paysages peints à cette époque, où il est contraint de réaliser de multiples commandes de portraits.

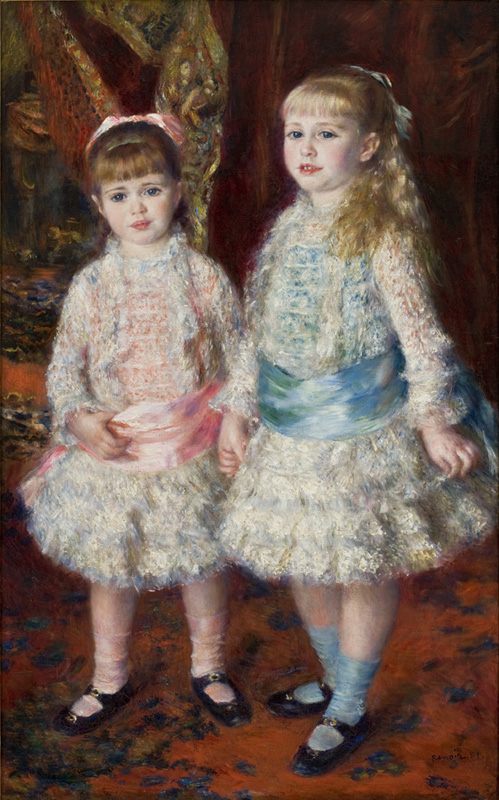
Rose et bleue (Alice et Élisabeth Cahen d'Anvers), 1881,
musée d'art de São Paulo.

Par l'intermédiaire du collectionneur Charles Ephrussi, directeur de la Gazette des beaux-arts, il rencontre le banquier Louis Cahen d'Anvers, marié à Louise de Morpurgo, une Italienne issue d'une riche famille de Trieste. En 1880, il fait le portrait de leur fille aînée Irène âgée de 8 ans (Collection E. G. Buhrle, à Zurich), puis des deux plus jeunes, la blonde Elisabeth et la cadette Alice, âgées de six et cinq ans. Elles durent poser pendant plusieurs séances, jusqu'à fin février 1881. Renoir part alors pour Alger et le 4 mars, il écrit à Théodore Duret : « Je suis parti immédiatement après avoir terminé le portrait des filles de Cahen, si épuisé que je ne sais même pas si le tableau est bon ou mauvais ». Passionnés d'art du XVIIIe siècle, les Cahen n'apprécient guère le portrait d'Irène et peinent à régler son auteur,, ; ils l'escamotent même dans les communs de leur hôtel, ce qui contrarie l'artiste : « Quant aux 1 500 francs des Cahen, je dois vous dire que j'ai du mal à les avaler. La famille est si radine ; je m'en lave les mains des Juifs », écrit-il en 1882 au collectionneur Charles Deudon,.
C'est en 1880 que la peintre Frédérique Heyne met au monde une fille, Lucienne Marie, dont elle attribuera la paternité à Auguste Renoir. Cette dernière sera également peintre sous le nom de Lucienne Bisson.

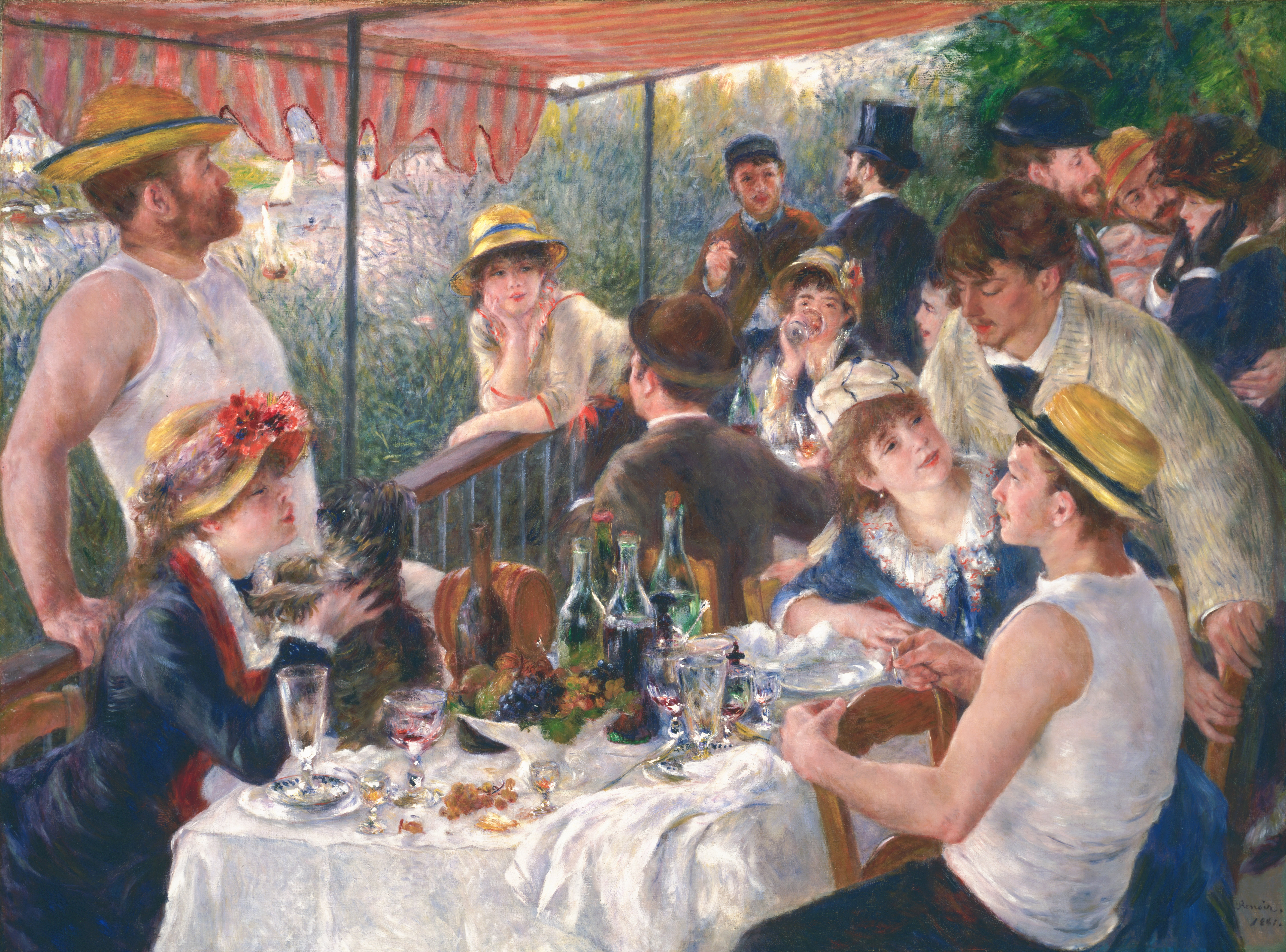
Le Déjeuner des canotiers (1881), Washington, The Phillips Collection.

Son art devient plus affirmé, il recherche davantage les effets de lignes, les contrastes marqués, les contours soulignés, comme dans le fameux Déjeuner des canotiers peint de 1880 à 1881, même si le thème reste proche de ses œuvres de la décennie 1870. On peut apercevoir dans ce tableau son nouveau modèle, Aline Charigot, sa maîtresse. Les trois danses (La Danse à Bougival, Musée des beaux-arts de Boston ; Danse à la ville et Danse à la campagne, musée d'Orsay, vers 1883) témoignent aussi de cette évolution.
Les Voyages
Le tournant vers le classicisme et vers une discipline formelle plus stricte et plus esquissée, est déclenché également par un séjour en Italie à la fin de 1881. C'est là que se cristallise l'évolution amorcée dès 1880. Au contact surtout des œuvres de Raphaël, (les Stanze du Vatican), Renoir sent qu'il est arrivé au bout de l'impressionnisme, qu'il est dans une impasse, désormais il veut faire un art plus intemporel, et plus « sérieux » ; il a l'impression de ne pas savoir dessiner. Il entre alors dans la période dite ingresque ou Aigre, qui culmine en 1887 lorsqu'il présente ses fameuses Grandes Baigneuses à Paris. Les contours de ses personnages deviennent plus précis. Il dessine les formes avec plus de rigueur, les couleurs se font plus froides, plus acides, ce qui indigne le critique Joris-Karl Huysmans : « Allons, bon ! Encore un qui est pris par le bromure de Raphaël ! ». Sa peinture qui marque un retour vers le classicisme est plus influencée aussi par l'art ancien (notamment par un bas-relief de François Girardon à Versailles pour les Baigneuses).

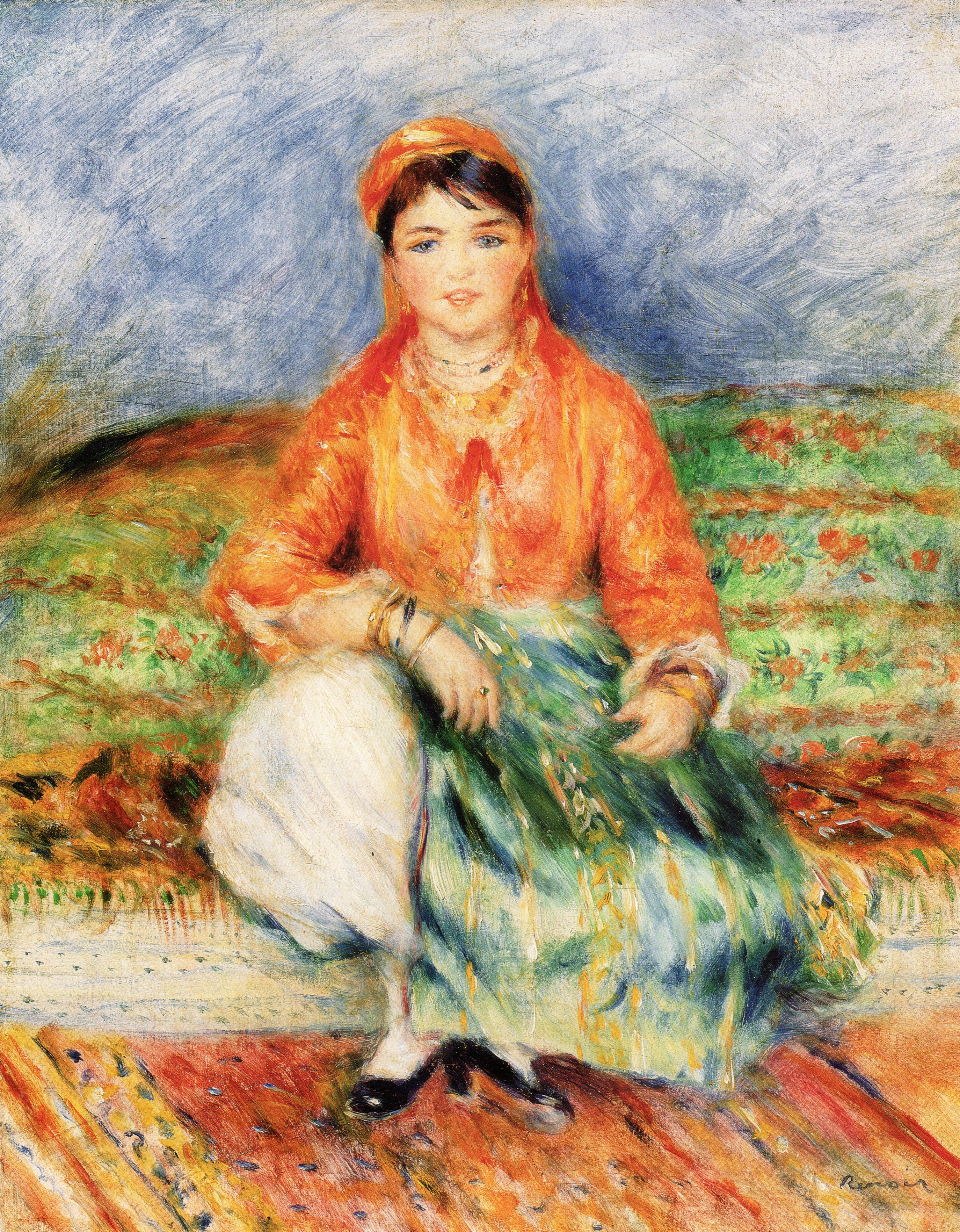
Jeune Fille algérienne, 1881,
musée des Beaux-Arts (Boston).

Sur le chemin du retour, au début de 1882, il fait une longue halte dans le sud de la France, chez Cézanne à l'Estaque. L'enthousiasme qu'il ressent en peignant ensemble est compréhensible : il découvre ici une vision de la peinture de paysage complémentaire de la sienne.
En  janvier 1882, à Palerme, il réalise un portrait de Richard Wagner, dont l'impressionniste est un admirateur. L'œuvre est conservée depuis 1986 au musée d'Orsay, à Paris.
Il se rend à deux reprises en Algérie en 1881 et 1883, à la recherche de la lumière éblouissante et des sujets exotiques rendus célèbres par Eugène Delacroix cinquante ans avant. Devant le refus des musulmanes de poser, il engage des ressortissants français pour poser comme modèles, les habillant avec des costumes indigènes et assombrissant leurs cheveux avec sa brosse. Il y réalise également de nombreux paysages.
La Famille Durand-Ruel
Près de dix ans après leur rencontre, le marchand d'art Durand-Ruel lui commande en 1882 les portraits de ses enfants, et cherche un lieu où l’artiste pourrait y travailler. Il demande à Monet, installé à Pourville, de l'aider à trouver une maison pour et sa famille où il se rendra à l'été avec Renoir. Cette maison est à Dieppe et Renoir y réalise trois portraits, ainsi qu’un quatrième, Marie-Thérèse cousant (Williamstown, Sterling and Francine Clark Art Institute) qui témoignent du respect et de l’amitié existant entre le marchand, sa famille et l’artiste. Renoir y dépeint un sentiment de bien-être, de sérénité et de droiture.
Au bout de l'impressionnisme

Femme nue dans un paysage, 1883,
musée de l'Orangerie, Paris.

Il déclare à Ambroise Vollard : "Vers 1883, il s’était fait comme une cassure dans mon œuvre. J’étais allé jusqu’au bout de l’impressionnisme et j’arrivais à cette constatation que je ne savais ni peindre ni dessiner. En un mot j’étais dans une impasse."
Paternité
Lorsqu'il devient à nouveau père d’un petit Pierre (1885), Renoir abandonne ses œuvres en cours pour se consacrer à des toiles sur la maternité. Et en 1886, Durand-Ruel lui confie une exposition personnelle.
La réception des Grandes Baigneuses est très mauvaise, l'avant-garde (Camille Pissarro notamment) trouve qu'il s'est égaré, et les milieux académiques ne s'y retrouvent pas non plus. Le marchand d'art Paul Durand-Ruel lui demande plusieurs fois de renoncer à cette nouvelle manière.
Aline Charigot, la future Madame Renoir, le convainc de découvrir, en 1888, son village natal : Essoyes. Il écrit alors à son amie Berthe Morisot : « Je suis en train de paysanner en Champagne pour fuir les modèles coûteux de Paris. Je fais des blanchisseuses ou plutôt des laveuses au bord de la rivière. ». Il épouse Aline Charigot le 14 avril 1890 à 3 heures 30 du soir dans la mairie du 9e arrondissement de Paris.

### Période dite "nacrée" et reconnaissance
De 1890 à 1900, Renoir change de nouveau son style, plus fluide, plus coloré. La première œuvre de cette période, les Jeunes filles au piano (1892), est acquise par l'État français pour le musée du Luxembourg. En 1894, Renoir est de nouveau père d'un petit Jean et reprend ses œuvres de maternité. Gabrielle Renard, la jeune cousine d'Aline qui s'occupe de Jean puis de Claude, né en 1901, devient l'un de ses modèles favoris et sa muse.
À cette époque Renoir a son unique élève, Jeanne Baudot, la fille de son médecin, qui devient aussi une amie de la famille.
Alors que Renoir habite depuis 1889 dans le pavillon surnommé le « Château des Brouillards » au no 13 rue Girardon (Paris 18e), il devient propriétaire pour la première fois de sa vie en achetant, en 1896, une maison à Essoyes, devenue l'atelier Renoir. Ainsi, la famille Renoir se retrouve tous les étés, jusqu'au décès du peintre en 1919. Essoyes sera le rendez-vous des jeux de plein air, des pique-niques, pêches, baignades aussi bien en famille qu'entre amis, Julie Manet notamment en parle dans son journal.
Cette décennie, celle de la maturité, est aussi celle de la consécration. Ses tableaux se vendent bien (notamment par les marchands d'art Ambroise Vollard et Paul Durand-Ruel), la critique, dont l'animateur de La Revue blanche, Thadée Natanson, commence à accepter et à apprécier son style. Les milieux officiels le reconnaissent également, on lui propose la Légion d'honneur, qu'il refuse d'abord puis accepte plus tard.

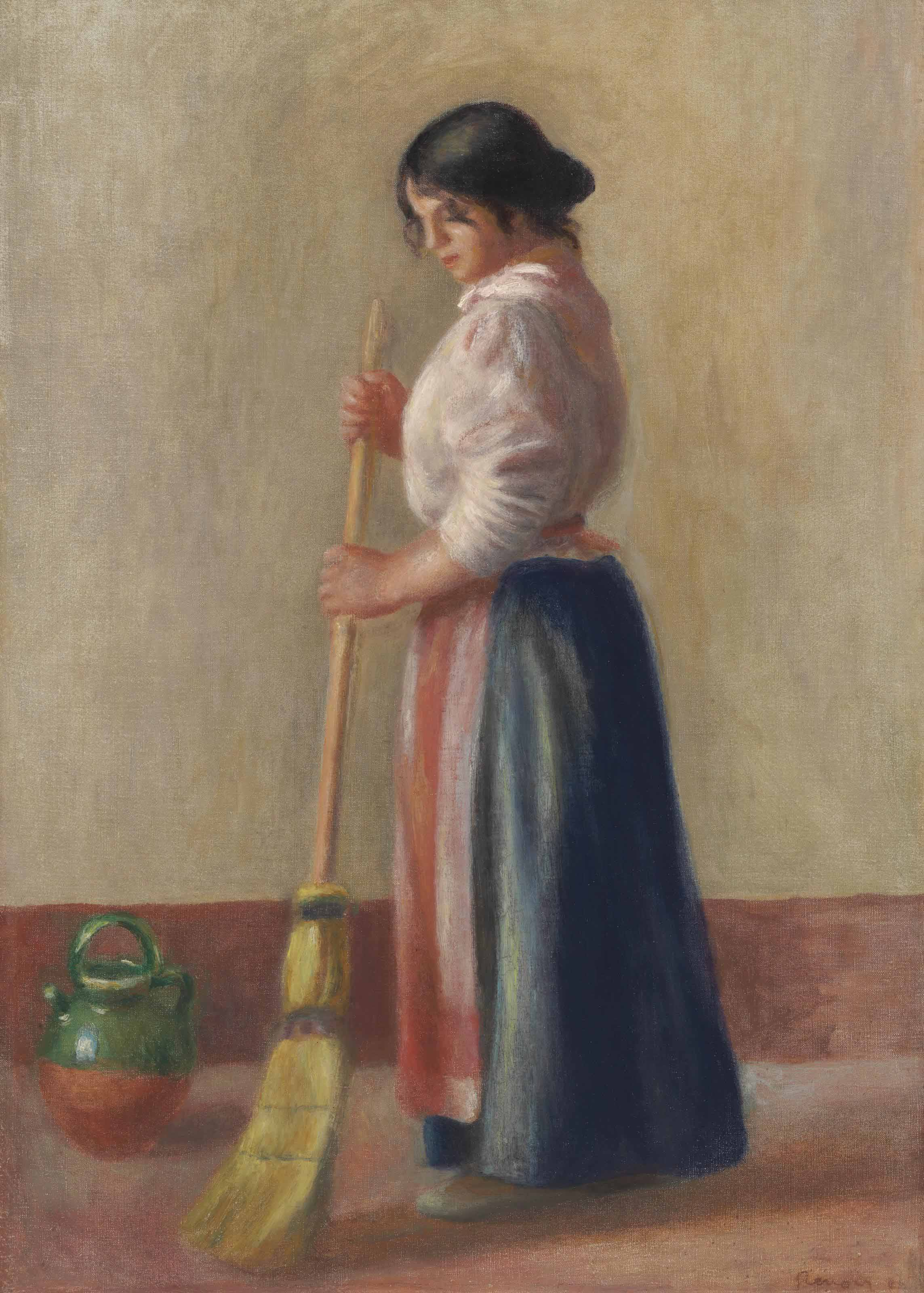
La Balayeuse (1899), Collection privée (Steve Wynn, hôtel Mirage, Las Vegas, Nevada).

En 1897, lors d'une mauvaise chute de bicyclette près d'Essoyes, il se fracture le bras droit. Cette chute est considérée comme responsable, du moins partiellement, de la dégradation ultérieure de sa santé. Il se rend à l'enterrement d'Alfred Sisley au cimetière de Moret-sur-Loing le 1er février 1899, avec Monet, Pissarro, Adolphe Tavernier et Arsène Alexandre. Il offre La Balayeuse, une huile sur toile peinte la même année, pour la vente organisée par Monet, le 1er mai 1899 à la galerie Georges Petit au profit des enfants de Sisley.
Antisémite comme plusieurs artistes dans son milieu tel le peintre Edgar Degas - et malgré la fréquentation de peintres juifs de l'époque, Renoir est membre de la Ligue des Patriotes (1882-1939), un mouvement boulangiste, xénophobe et antidreyfusard,,. Comme encore Degas, les poètes José-Maria de Heredia et Pierre Louÿs, l'écrivain Jules Verne, le compositeur Vincent d'Indy, le grammairien Jules Lemaître, il adhère à la Ligue de la patrie française, ligue nationaliste antidreyfusarde plus qu'antisémite,.
Dès 1900, c'est un artiste confirmé : il devient chevalier de la Légion d'honneur qu'il reçoit de Paul Bérard en 1900 et quatre ans plus tard, est honoré au Salon d'Automne avec une galerie consacrée à ses œuvres ; il est promu officier en 1911.

### Dans le midi
En 1903, il s'installe avec sa famille à Cagnes-sur-Mer, le climat de la région devant être plus favorable à son état de santé. Après avoir connu plusieurs résidences dans le vieux village, Renoir fait l'acquisition du domaine des Collettes, sur un coteau à l'est de Cagnes, afin de sauver les vénérables oliviers dont il admire l'ombrage et qui sont menacés de destruction par un acheteur potentiel. Aline Charigot y fait bâtir la dernière demeure de son époux, où il va passer ses derniers jours au soleil du Midi, bien protégé toutefois par son inséparable chapeau. Il y vit avec sa femme Aline et ses enfants, ainsi qu'avec des domestiques, souvent autant des amis, qui l'aident dans sa vie de tous les jours, lui préparent ses toiles et ses pinceaux. 

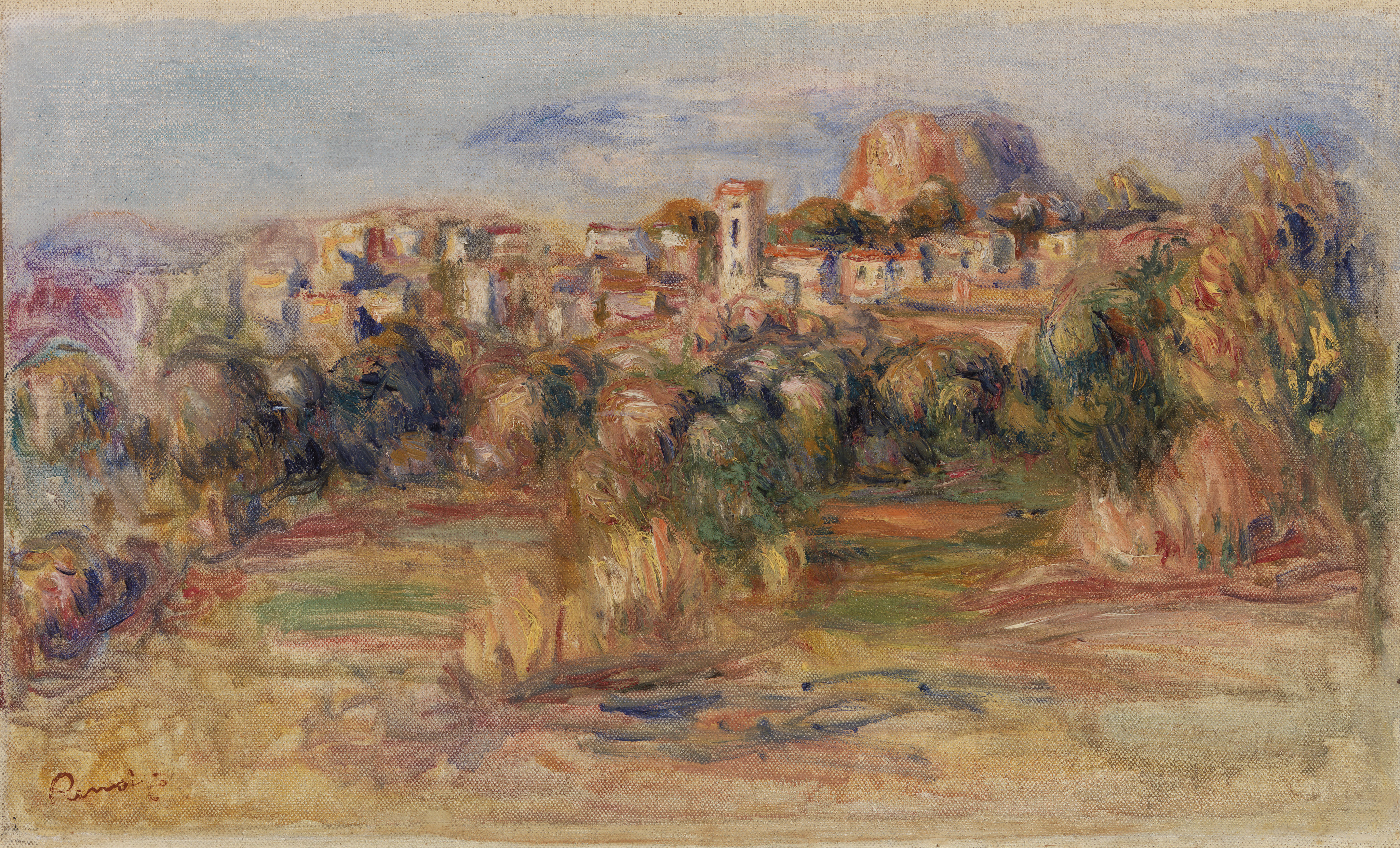
Renoir, Paysage, La Gaude, vers 1910.

 Les œuvres de cette période cagnoise sont essentiellement des portraits, des nus, des natures mortes et des scènes mythologiques. Ses toiles sont chatoyantes, sa matière picturale plus fluide, toute en transparence. Les corps féminins ronds et sensuels resplendissent de vie. Mais des rhumatismes déformants l'obligent progressivement, vers 1905, à renoncer à marcher. Dans ce lieu, il peint dans un atelier érigé son jardin en 1916, quelques années avant sa disparition. C'est là qu'il peint l'une de ses œuvres les plus connues, les Grandes Baigneuses.
Renoir est désormais une personnalité majeure du monde de l'art occidental, il expose partout en Europe et aux États-Unis, participe aux Salons d'automne à Paris. L'aisance matérielle qu'il acquiert ne lui fait pas perdre le sens des réalités et le goût des choses simples, il continue à peindre dans l'univers rustique du domaine des Collettes. Il essaie de nouvelles techniques, et en particulier s'adonne à la sculpture, incité par le marchand d'art Ambroise Vollard, alors même que ses mains sont déformées par la polyarthrite rhumatoïde. Ses ongles pénétrant dans la chair de ses paumes, des bandelettes de gaze talquées protègent ses mains (de là, la légende du pinceau attaché à sa main).
Le peintre Lucien Mignon est le proche ami de Renoir à Cagnes-sur-Mer et a été influencé par son style. On compte aussi comme amis proches Ferdinand Deconchy.
À partir de 1912, il souffre de rhumatismes et commence à utiliser un fauteuil roulant, mais il continue à travailler jusqu'à la fin de sa vie. Il séjourne désormais souvent dans le sud de la France, dans sa propriété de Cagnes-sur-Mer et expose régulièrement ses œuvres aux galeries Durand-Ruel et Bernheim-Jeune à Paris, ainsi qu'ailleurs en Europe et aux États-Unis.

### Le sculpteur

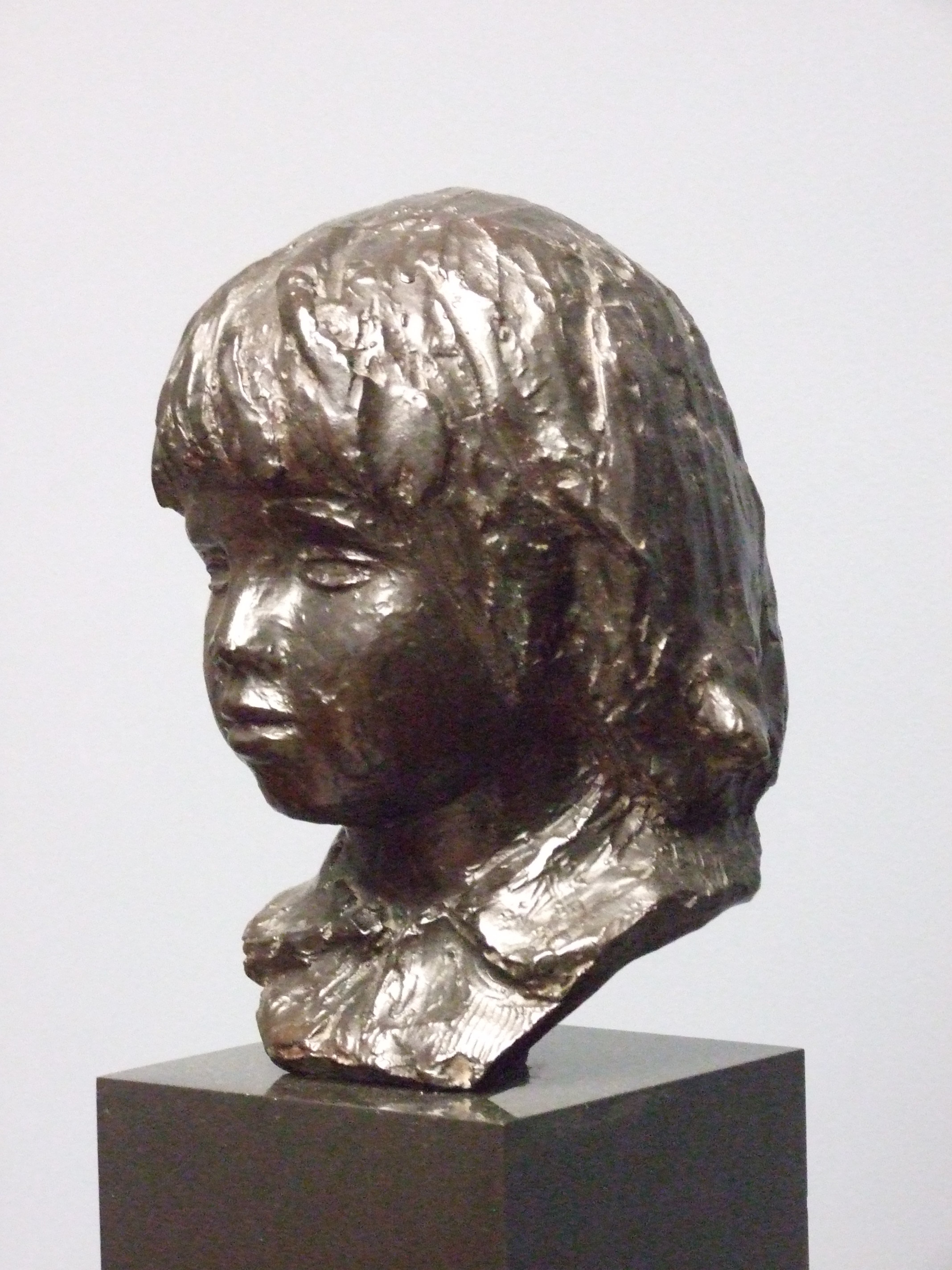
Auguste Renoir, Buste de Coco (1908), Francfort-sur-le-Main, musée Städel.

De 1913 à 1918, en collaboration avec Richard Guino, un jeune sculpteur d'origine catalane que lui présentent Aristide Maillol et Ambroise Vollard, il crée un ensemble de pièces majeures : Vénus Victrix, le Jugement de Pâris, la Grande Laveuse, le Forgeron.
L'attribution de ces œuvres de collaboration fut révisée soixante ans après leur création, à l’issue d’un long procès initié en 1965 par Michel Guino, fils de Richard et sculpteur lui-même, qui a œuvré à la divulgation de l'œuvre de son père. Après une minutieuse analyse des pièces, des processus qui présidèrent à leur création et l’audition de nombreux artistes, la qualité de coauteur est reconnue à Richard Guino en 1971 par la troisième chambre civile du tribunal de Paris et définitivement établie par la Cour de cassation en 1973. L’historien d’art Paul Haesaerts précise dès 1947 dans Renoir sculpteur : « Guino ne fut jamais simplement un acteur lisant un texte ou un musicien interprétant mécaniquement une partition […]. Guino était impliqué corps et âme dans l’acte créatif. On peut même affirmer avec certitude que s’il n’avait pas été là, les sculptures de Renoir n’auraient pas vu le jour. Guino était indispensable ». Le procès fait par le fils de Guino n'a pas été intenté « contre » Renoir, réduction véhiculée dans certains textes ou articles de journaux se référant à « l'affaire ». Il s'est agi de contribuer à dévoiler l'historique exceptionnel de ce processus de création pour rétablir l'apport original de Guino à l'œuvre sculpté, initialement occulté par Vollard. Un « praticien » sculpteur reproduit ou agrandit un modèle déjà existant. Guino, lui, fait une transposition de techniques : on passe de la peinture de Renoir à la sculpture de Guino, l'esprit de la peinture transparaît dans l'esprit de la sculpture. Transmutation avérée entre deux artistes. Le phénomène a pu s'accomplir grâce à leur amitié et intense communauté de vue. Le peintre à ses toiles et le sculpteur travaillant la glaise des Collettes. C'est ce point unique et rare qui caractérise cette œuvre.
Après avoir interrompu sa collaboration avec Guino, il travaille avec le sculpteur Louis Morel (1887-1975), originaire d'Essoyes. Ensemble, ils réalisent les terres cuites, deux Danseuses et un Joueur de flûteau.

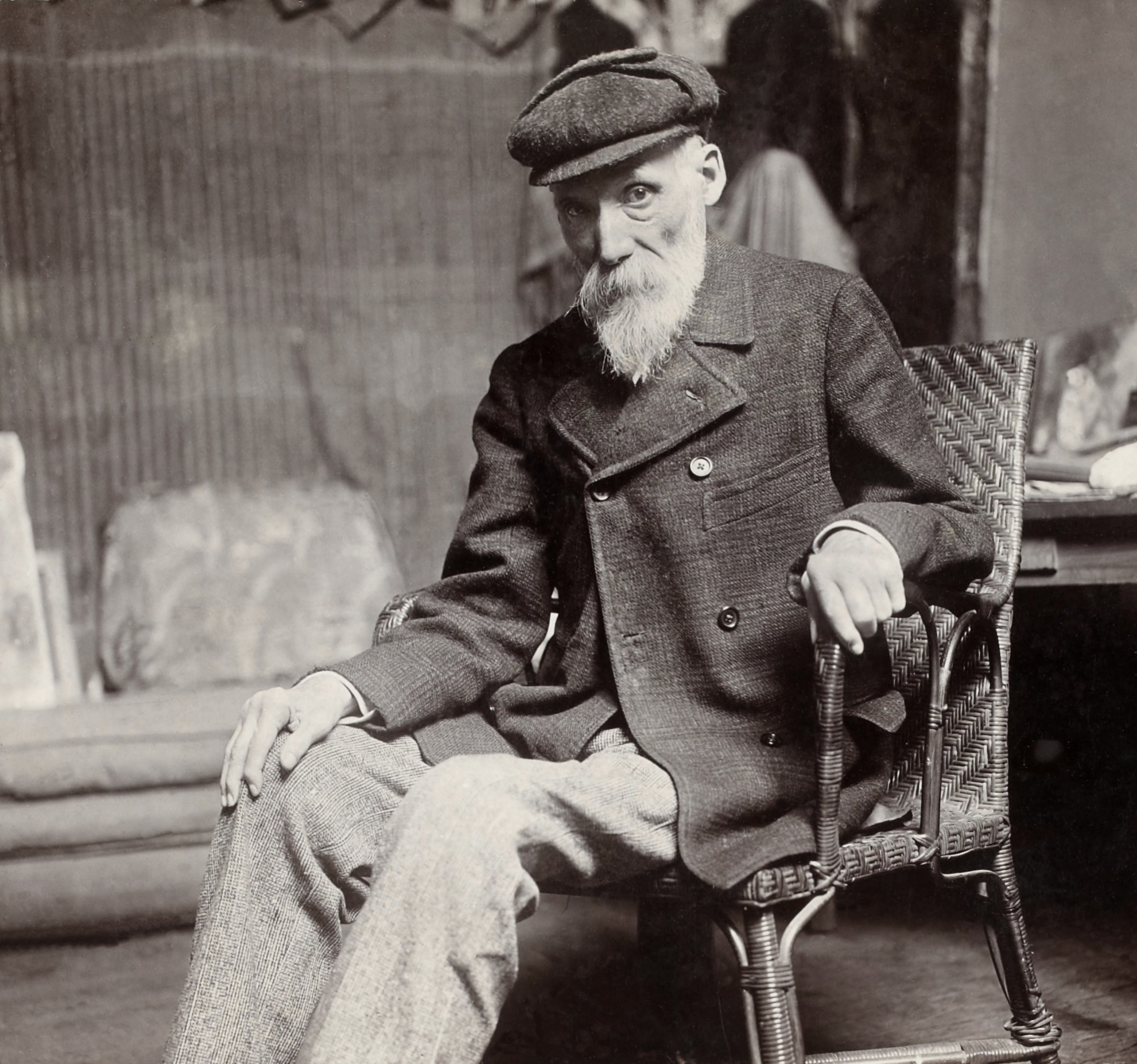
Pierre-Auguste Renoir photographié par Dornac vers 1910.

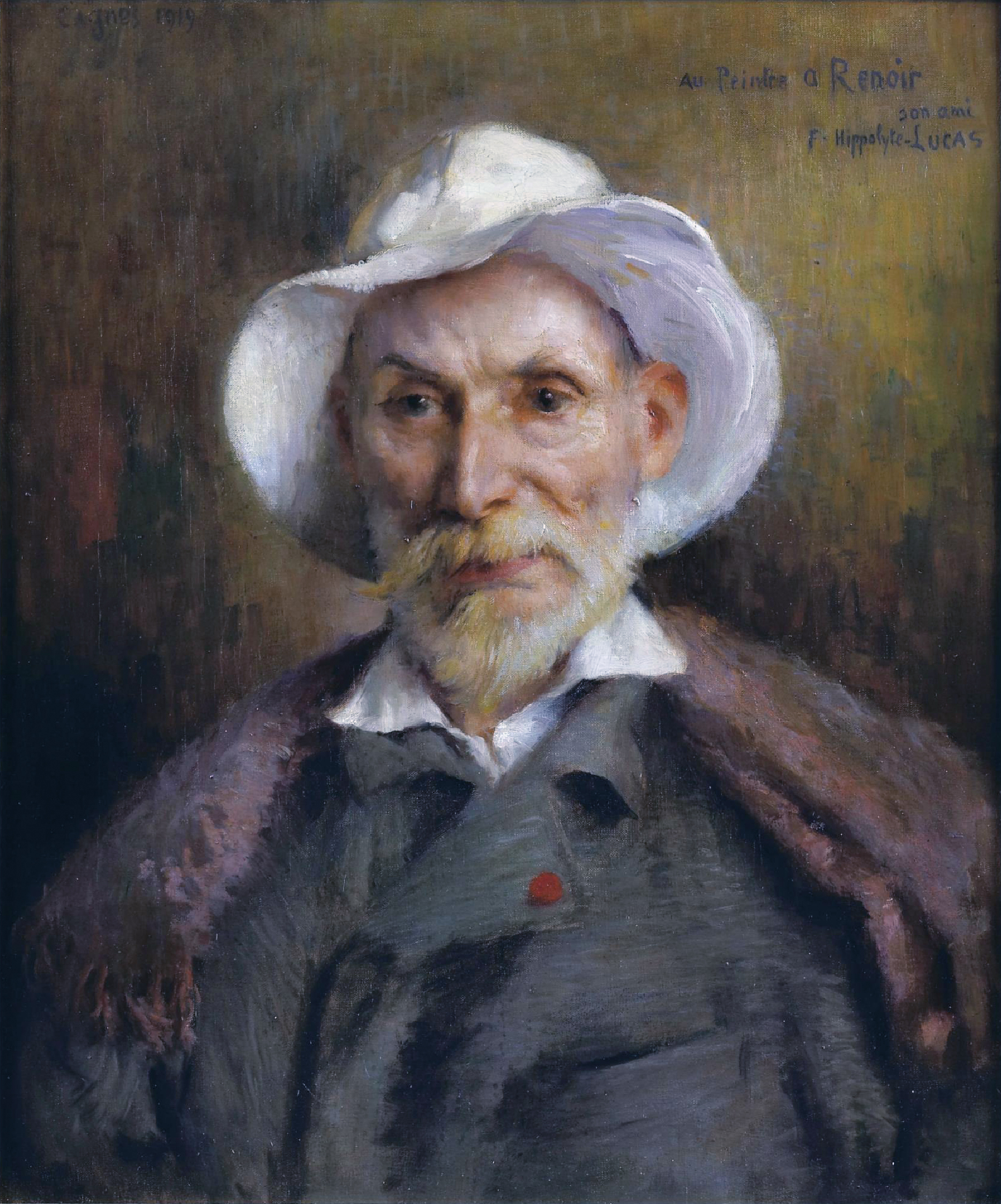
Marie-Félix Hippolyte-Lucas, Portrait de Renoir (1919), localisation inconnue.

### Dernières années
Aline meurt brutalement d'une crise cardiaque en juin 1915, ses fils Pierre et Jean sont grièvement blessés durant la Première Guerre mondiale, mais en réchappent. Jean profite de sa démobilisation pour recueillir les souvenirs et les pensées de son père Auguste.
Renoir continue, malgré tout, de peindre jusqu'à sa mort en 1919. Il aurait, sur son lit de mort, demandé une toile et des pinceaux pour peindre le bouquet de fleurs qui se trouvait sur le rebord de la fenêtre. En rendant pour la dernière fois ses pinceaux à l'infirmière, il aurait déclaré : « Je crois que je commence à y comprendre quelque chose ».
Le 3 décembre 1919, il s’éteint à 2 h du matin au domaine des Collettes à Cagnes-sur-Mer, des suites d'une congestion pulmonaire, après avoir pu visiter une dernière fois le musée du Louvre et revoir ses œuvres des époques difficiles.
Dans un premier temps, il est enterré avec son épouse dans le vieux cimetière du château de Nice et, deux ans et demi plus tard, le 7 juin 1922, les dépouilles du couple Renoir sont transférées dans le département de l'Aube où elles reposent désormais dans le cimetière d'Essoyes, comme l'avaient souhaité Renoir et son épouse. Depuis, Pierre et Jean, puis les cendres de Dido Renoir — seconde épouse de Jean — partagent sa sépulture.

## Postérité
Ayant abandonné le paysage impressionniste au bénéfice de la représentation de l'être humain, il place la gaieté au cœur de ses toiles marquées par les conséquences du progrès sur la société, par la mise en scène du quotidien joyeux dans un cadre urbain ou bucolique, intime ou populaire, qui lui valut le surnom de « peintre du bonheur ».
La peinture d'Auguste Renoir passe aujourd'hui pour la quintessence du « bon goût petit-bourgeois », comme ces « peintres décoratifs » et ces « peintres pour dames » réalisant des tableaux complaisants et stéréotypés, Renoir n'ayant pas toujours su éviter ce piège pour assurer sa subsistance. Citée en exemple, sa peinture illustre pour certains l'idée que le commun des mortels se fait de la beauté en art, ses toiles abordant des sujets simples ayant trait à la vie quotidienne, ses nus opulents et sensuels dégagent une certaine plénitude. C'est oublier que cette peinture figurative jugée mièvre et réconfortante, évoquant la nostalgie d'un bonheur perdu, illustrant calendriers des postes et cartes postales, a été rejetée par le public et les critiques pendant plus de vingt ans. En 1876, le critique Albert Wolf écrit dans le Figaro :

« Essayez donc d’expliquer à M. Renoir que le torse d’une femme n’est pas un amas de chairs en décomposition avec des taches vertes, violacées qui dénotent l’état de complète putréfaction dans un cadavre ! »

La même année l'artiste Bertall écrit dans Le Soir :

« Dans des cadres bizarres, des contournements grotesques, des fracas de couleur sans forme et sans harmonie, sans perspective et sans dessin. »

Considérée par les collectionneurs de son temps comme inachevée, maladroite et bâclée, elle a, par la suite, été perçue comme totalement révolutionnaire car rompant avec les conventions de l'art officiel de l'époque. Cependant, le tournant opéré par Renoir vers 1890, lorsqu'il abandonne le plein air et renoue avec ses maîtres préférés, tels Jean-Honoré Fragonard, Raphaël ou François Boucher lui vaut d'être accusé de trahison par ses anciens compagnons impressionnistes qui lui reprochent de sacrifier à la peinture officielle des héritiers de Jacques-Louis David. L'histoire de l'art considère pourtant que cette dernière période de Renoir marquée par un retour vers le classicisme a fortement inspiré une jeune génération d'artistes, tels que Picasso, Henri Matisse, Maurice Denis ou Pierre Bonnard,.

### Collèges et lycées
Une cité scolaire, regroupant collège et lycée, porte son nom dans sa ville natale, Limoges, un autre à Cagnes-sur-Mer, où il est mort. Un collège est nommé Auguste et Jean Renoir à La Roche-sur-Yon. Un collège est nommé Pierre-Auguste-Renoir à Ferrières-en-Gâtinais. À Asnières-sur-Seine, le lycée public et le collège voisin portent son nom. Un collège est nommé Auguste Renoir à Chatou dans les Yvelines. À Angers, un collège-lycée porte le nom Auguste-et-Jean-Renoir. À Paris, un lycée d'arts appliqués porte également son nom.

### Musées Renoir
- À Chatou, le musée Fournaise sur l'Ile des Impressionnistes présente Renoir Expérience Immersive, un parcours spectacle muséographique sur les années impressionnistes du peintre du Déjeuner des canotiers peint sur le balcon du restaurant aujourd'hui restauré.
- La maison et l'atelier Renoir à Essoyes en Champagne-Ardenne où il a séjourné en famille et peint les mois d'été, entre 1888 et 1919. On peut visiter la maison, l'atelier du peintre ainsi qu'un centre culturel dédié à la famille Renoir.
- Le musée Renoir de Cagnes-sur-Mer dans les Alpes-Maritimes où il a vécu et peint de 1907 à 1919. On peut également visiter l'atelier du peintre, détruit en 1950 puis reconstruit à l'identique en 2019 grâce à des documents d'archives.

### Marché de l'art

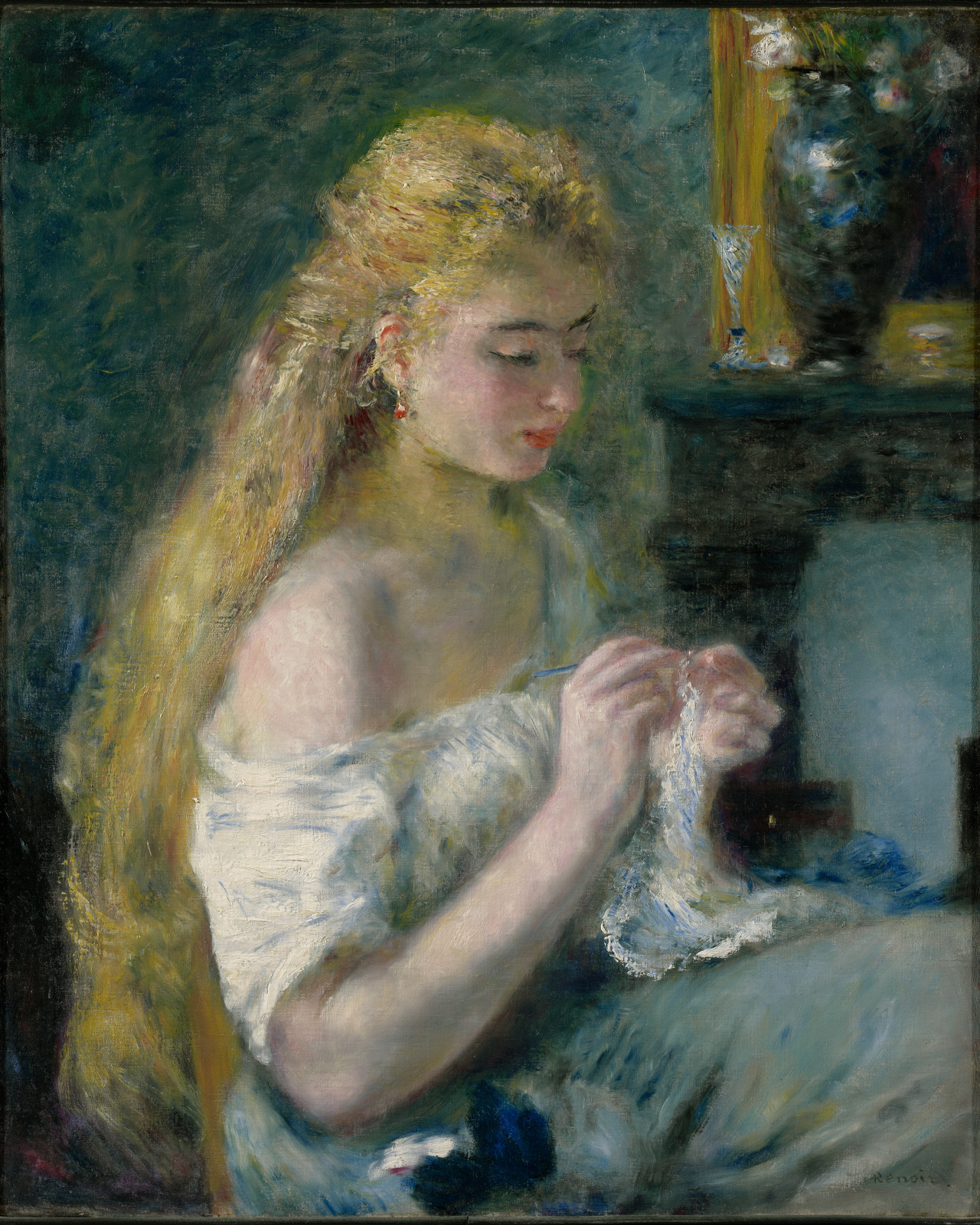
Jeune femme au crochet (1875), Williamstown, Clark Art Institute.

Cette liste d'enchères est seulement indicative :
- Dans les roses, 23 000 000 $, Sotheby's, mai 2003 ;
- Bouquet de tulipes, 123 375 €, Christie's France, décembre 2004[95]
- Femmes dans un jardin, 12 250 000 $, Sotheby's, mai 2007 ;
- Les Rosiers à Wargemont, 7 512 000 $, Sotheby's, novembre 2004 ;
- La Loge, 7 412 000 $, Sotheby's, février 2008 ;
- Les Deux sœurs, 6 850 000 $, Sotheby's, février 2007 ;
- Portrait de nini, 5 500 000 $, Sotheby's novembre 2008 ;
- Jeunes filles au lilas, 5 500 000 $, Sotheby's mai 2004 ;
- La Lecture, 5 000 000 $, Sotheby's mai 2007 ;
- Paysages Bords de Seine, estimé 100 000 $ en 2012, il s'agissait d'un tableau volé en 1951 qui fut restitué au musée de Baltimore en 2014.

## Œuvres principales
Pierre-Auguste Renoir a peint pendant près de soixante ans. Peintre prolifique, il nous a laissé une œuvre considérable, nécessairement inégale. On recense dans celle-ci plus de 4 000 peintures, soit un nombre supérieur à celui des œuvres de Manet, Cézanne et Degas réunies. Parmi celles-ci, on peut citer :

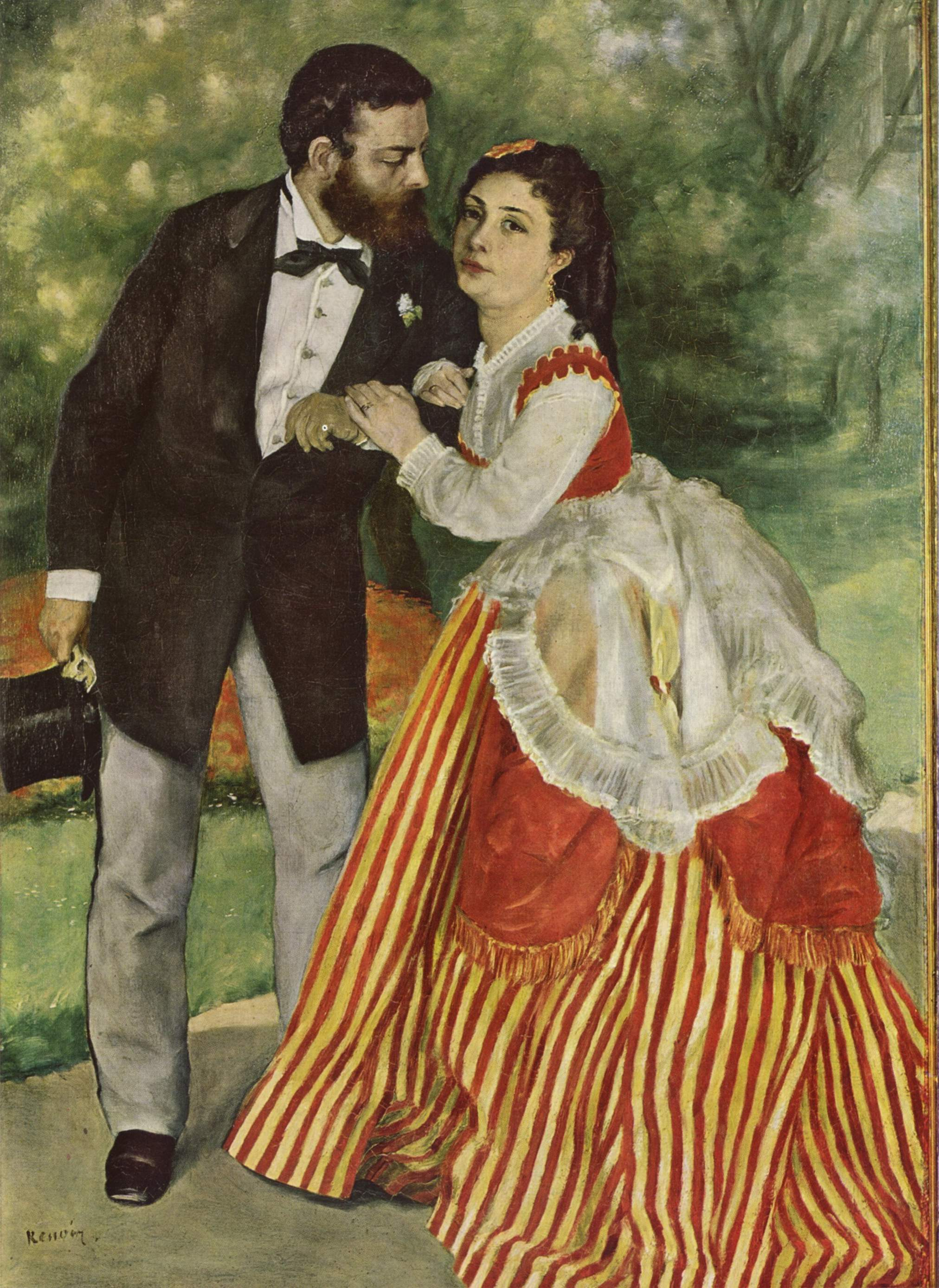
Les Fiancés - Le Ménage Sisley (1868), Cologne, musée Wallraf Richartz.

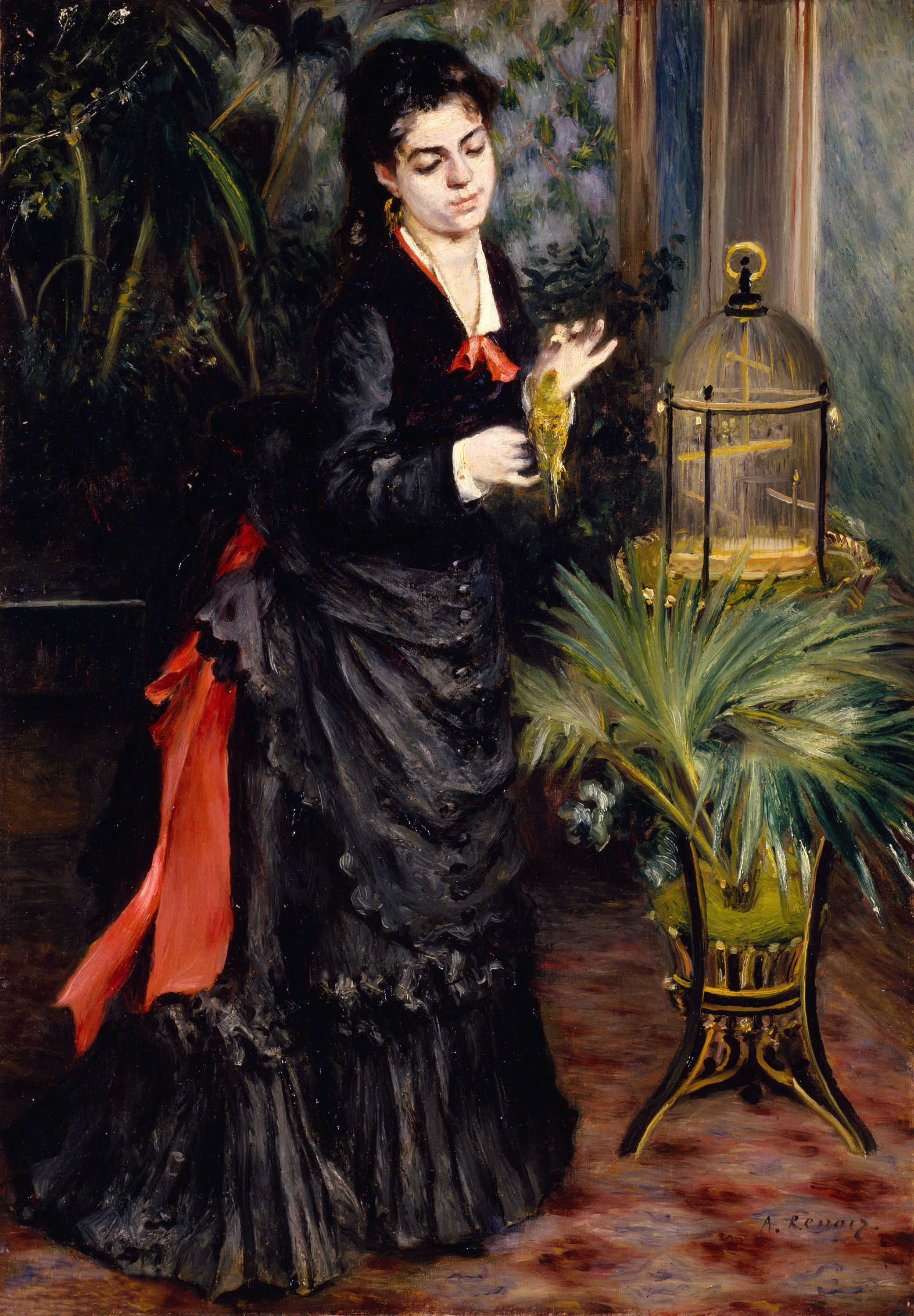
Femme à la perruche (1871), New York, musée Solomon R. Guggenheim.

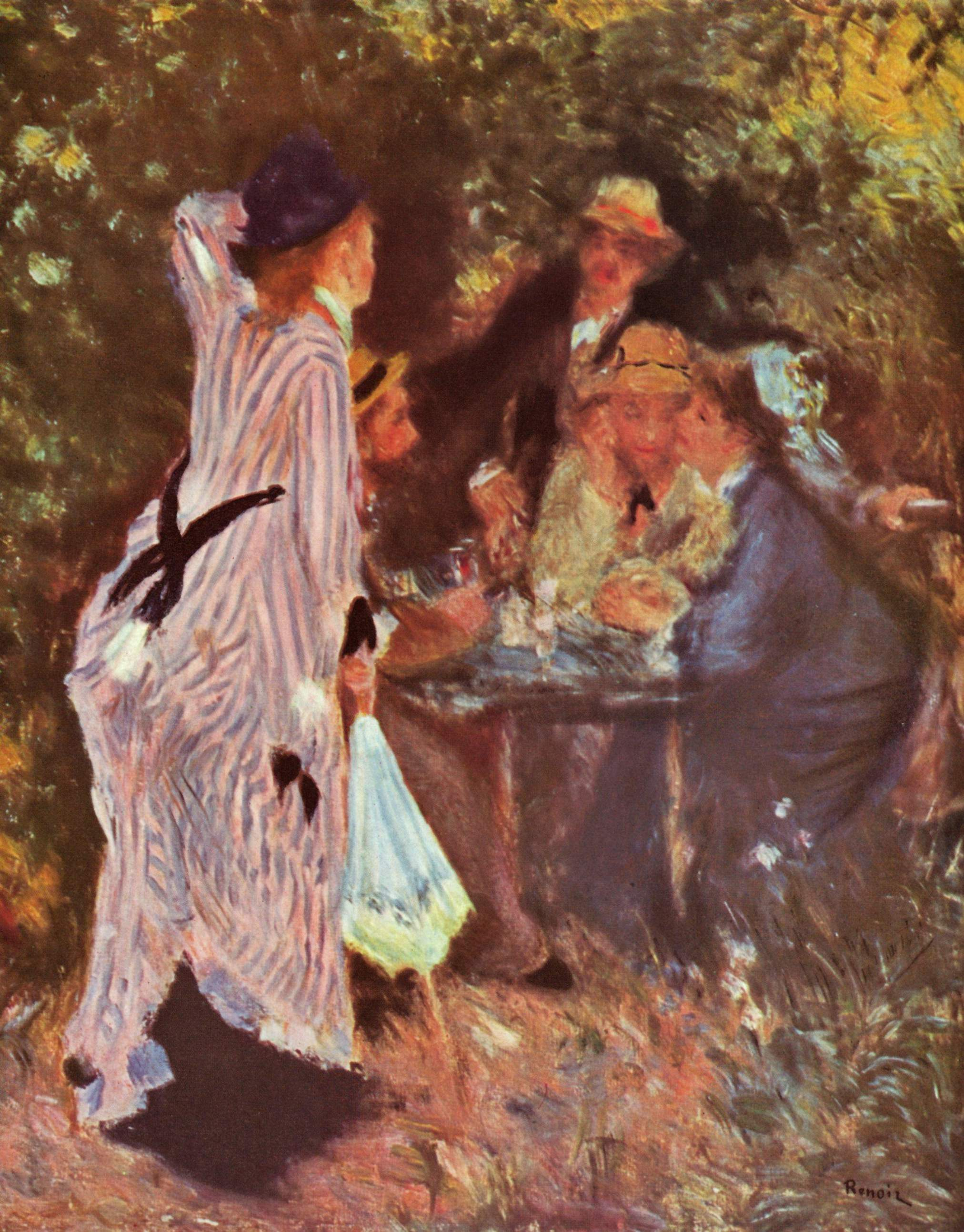
Au jardin - Sous la tonnelle au moulin de la Galette (1876), Moscou, musée Pouchkine.

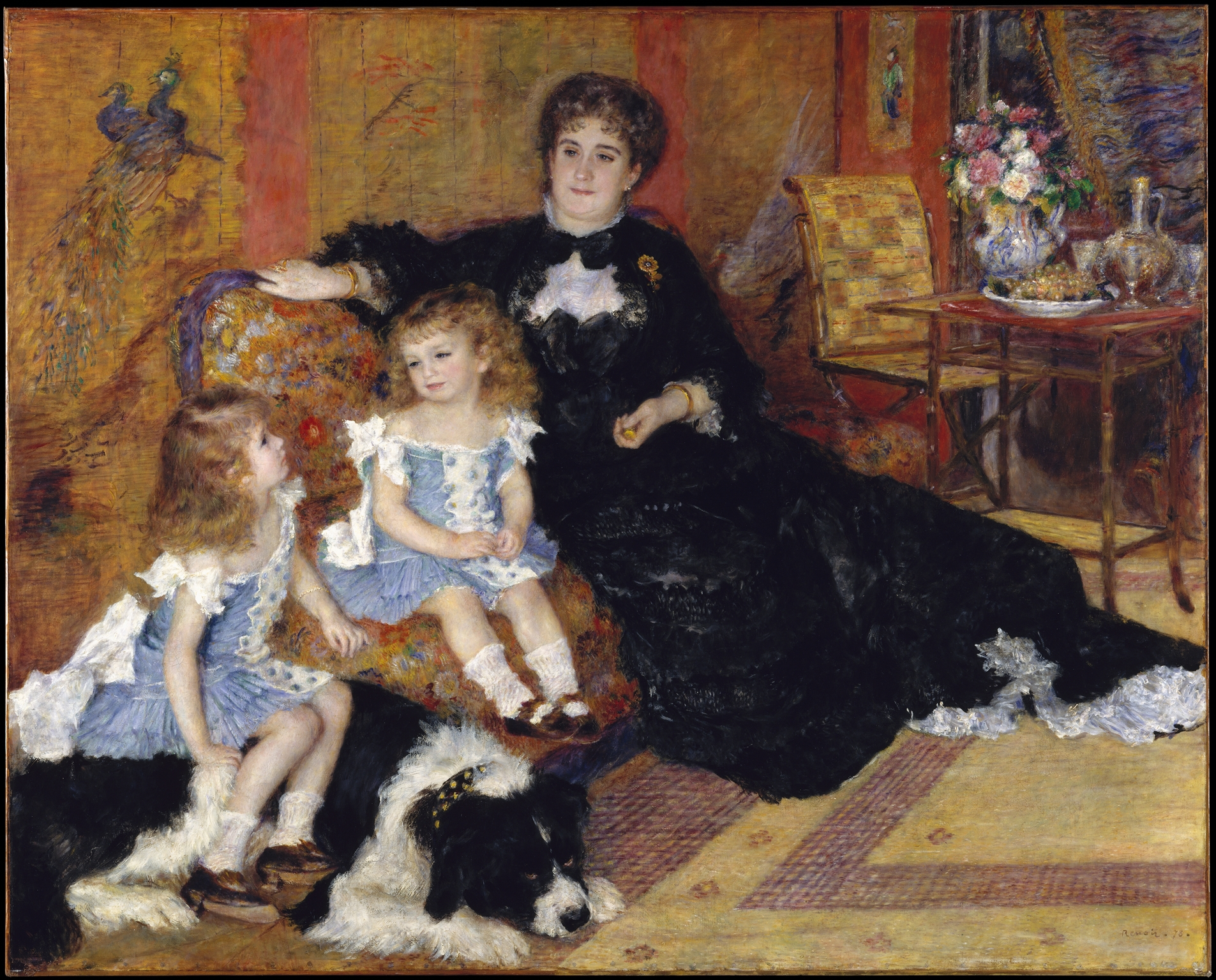
Madame Charpentier et ses enfants (1878), New York, Metropolitan Museum of Art.

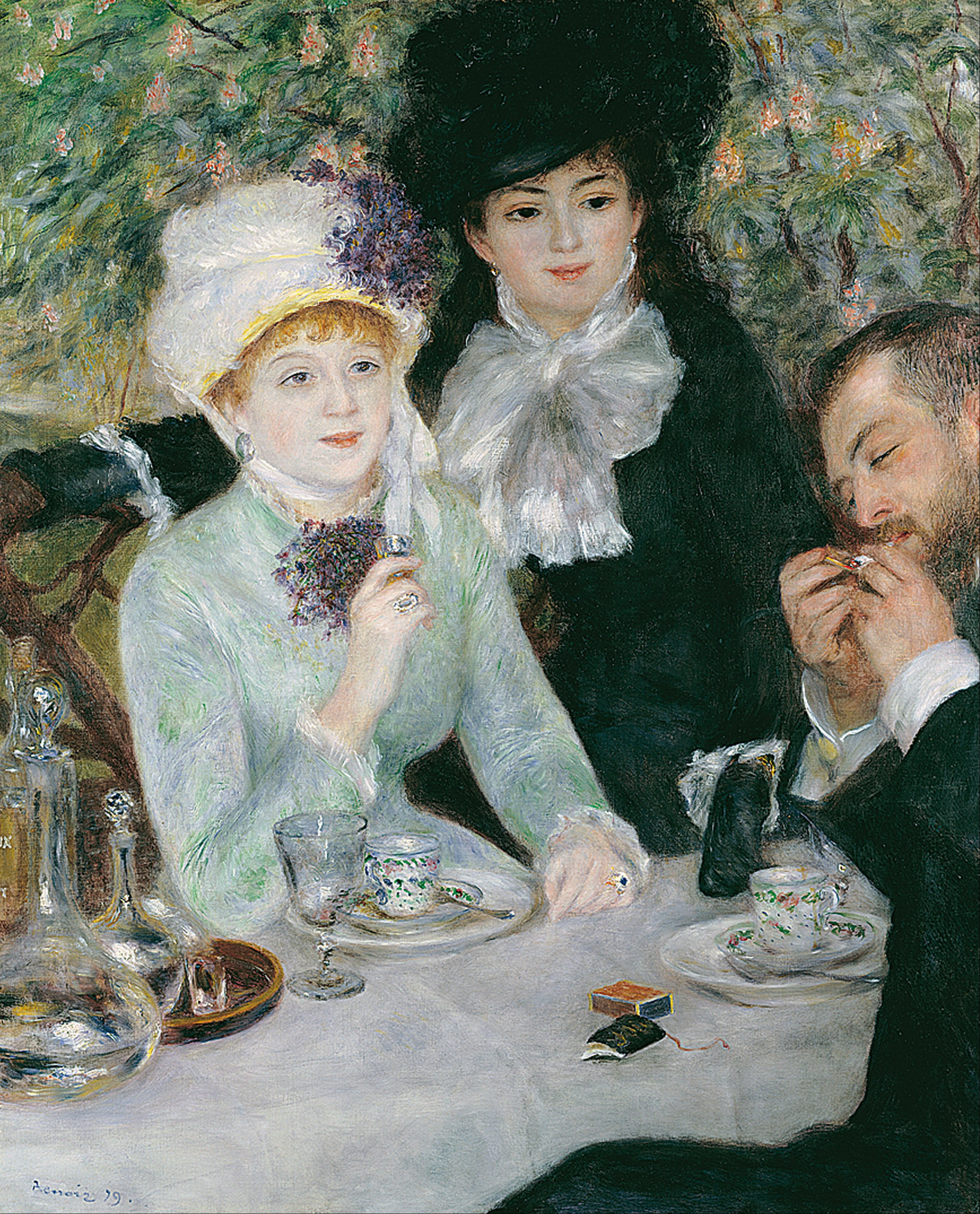
La Fin du déjeuner (1879), Francfort-sur-le-Main, musée Städel.

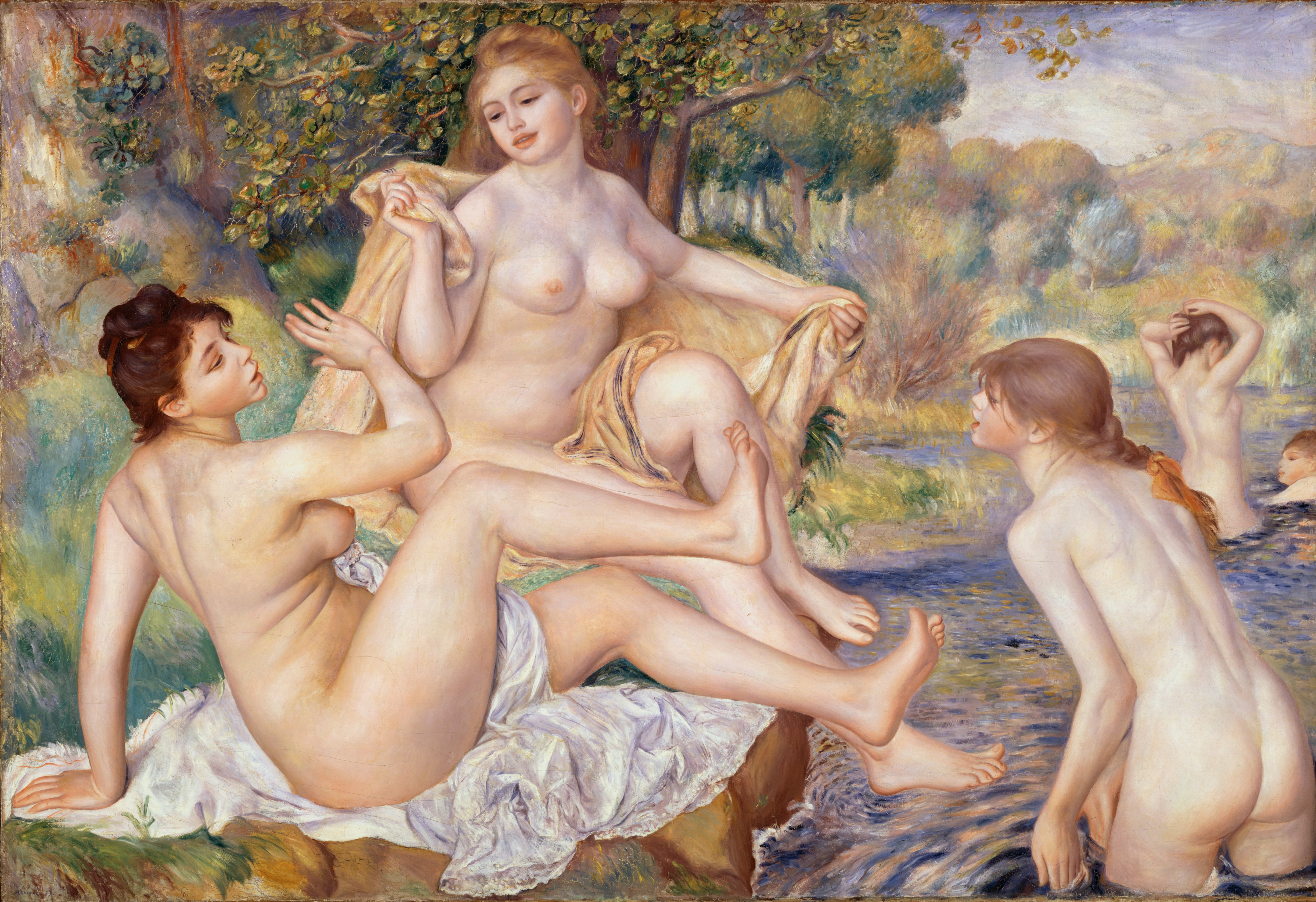
Les Grandes Baigneuses (1887), Philadelphie, Philadelphia Museum of Art.

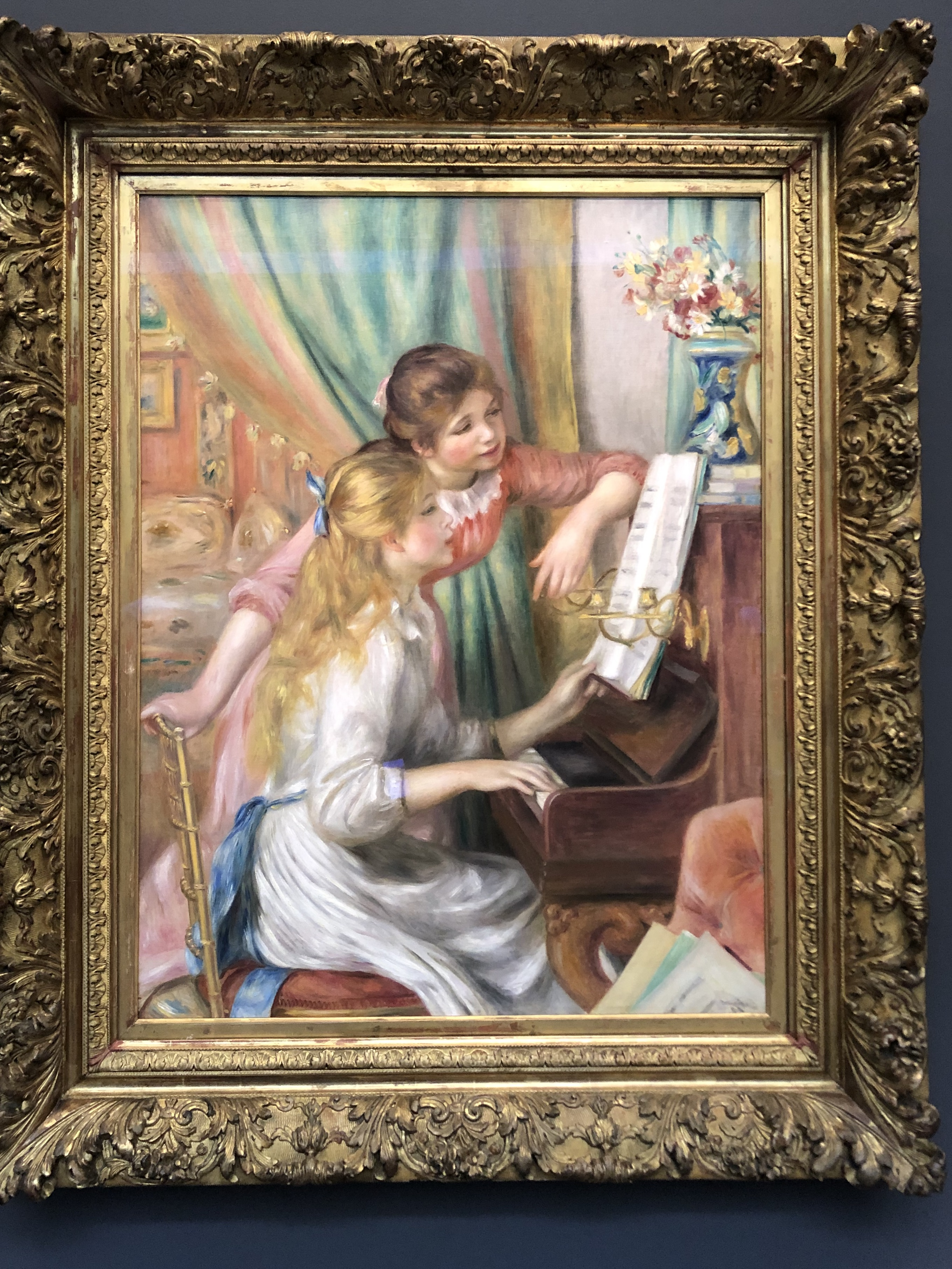
Jeunes filles au piano (1892), Paris, musée d'Orsay.

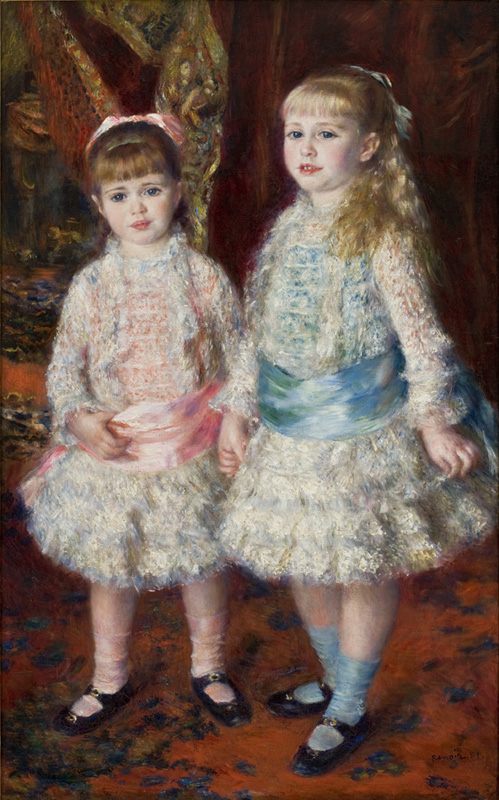
Rose et bleu (1881), musée d'art de São Paulo.

- Portrait de la mère de Renoir (1860), collection particulière.
- Portrait d'Émile-Henri Laporte (1864), collection particulière[96].
- Portrait de Marie-Zélie Laporte (1864), musée des Beaux-Arts de Limoges.
- Portrait de Romaine Lacaux (1864), Cleveland Museum of Art[97].
- Portrait de William Sisley, père d'Alfred Sisley (1864), 81 × 65 cm, Paris, musée d'Orsay[98].
- La Serre (1864), 130 × 98 cm, Kunsthalle de Hambourg.
- Clairière dans les bois (1865), Detroit Institute of Arts.
- Le cabaret de la Mère Antony (1866), Stockholm, Nationalmuseum.
- Lise Tréhot cousant (1866), Dallas Museum of Art.
- Dans le Parc de Saint-Cloud (1866), collection particulière.
- Jules Le Cœur et ses chiens (1866), São Paulo, musée d'art de São Paulo.
- Frédéric Bazille peignant à son chevalet (1867), 105 × 73,5 cm, dépôt du musée d'Orsay à Perpignan au musée Fabre.
- Lise à l'ombrelle (1867), Essen, musée Folkwang.
- Clown au cirque (1868), Otterlo, musée Kröller-Müller.
- Les Fiancés - Le Ménage Sisley (1868), Cologne, musée Wallraf Richartz.
- Les Patineurs à Longchamp (1868), États-Unis, collection particulière.
- En été (dit Lise ou La bohémienne) (1868), 85 × 59 cm, Berlin, Alte Nationalgalerie.
- Femme dans un jardin (1868), 106 × 73 cm, collection particulière, en dépôt à Bâle, Kunstmuseum.
- Léonard Renoir, père de l'artiste (1869), 61 × 46 cm, musée d'art de Saint-Louis[99].
- Fleurs dans un vase (1869), 65 × 44 cm, musée des beaux-arts de Boston.
- La Grenouillère (1869), 66 × 81 cm, huile sur toile, Stockholm, Nationalmuseum.
- Nymphe à la source (1869-1870), 66,7 × 122,9 cm, National Gallery à Londres
- La Promenade (1870), 80 × 64 cm, Londres, British Hall Pension Fund.
- Mme Clémentine Stora (1870), 84 × 60 cm, musée des beaux-arts de San Francisco.
- La Baigneuse au griffon (1870), 184 × 115 cm, musée d'art de São Paulo.
- Nature morte au bouquet (1871), 74 × 59 cm, musée des beaux-arts de Houston.
- Femme à la perruche (1871), New York, musée Solomon R. Guggenheim.
- Portrait de femme, Rapha (1871), 130 × 83 cm, collection particulière.
- Le Pont-Neuf (1872), 74 × 93 cm, Washington, National Gallery of Art.
- Claude Monet lisant (1872), Paris, musée Marmottan Monet.
- Buste de femme (1872-1875), Merion, Fondation Barnes.
- Monet peignant son jardin à Argenteuil (1873), Hartford, Wadsworth Atheneum.
- Allée cavalière au bois de Boulogne (1873), Kunsthalle de Hambourg.
- Mare aux canards (1873), Dallas, musée d'Art de Dallas[100] et collection particulière[101].
- Les Moissonneurs (1873), Suisse, collection particulière.
- La Loge (1874), Londres, Institut Courtauld.
- La Femme en bleu (1874), collection particulière.
- Camille Monet lisant (1874), Williamstown, Clark Art Institute.
- Mère et Filles (1874-1876), New York, The Frick Collection.
- Jeune fille lisant (1874-1876), Paris, musée d'Orsay[102].
- Femme vue de dos (v. 1875-1879), Le Havre, musée d'art moderne André-Malraux.
- Chemin montant dans les hautes herbes (vers 1875), Paris, musée d'Orsay[103].
- La Cueillette des fleurs (1875), Washington, National Gallery of Art.
- Les Amoureux (1875), Prague, Galerie nationale de Prague.
- Autoportrait (1875), Williamstown, Massachusetts, Clark Art Institute[104].
- Portrait de Claude Monet (1875), Paris, musée d'Orsay[105].
- Jeune femme au crochet (1875), Williamstown, Clark Art Institute.
- Femme au chat (vers 1875), Washington, National Gallery of Art[106].
- La fillette à l'arrosoir (1876), Washington, National Gallery of Art.
- Bal du moulin de la Galette (1876), Paris, musée d'Orsay[107].
- Premiers pas (1876), collection particulière.
- La Première Sortie (1876-1877),
- La Sortie du conservatoire (1876), Merion, Fondation Barnes.
- Femme au piano (1876), Art Institute of Chicago.
- Portrait de Monsieur Chocquet (1876), Winterthour, collection Oskar Reinhart.
- La Balançoire (1876), Paris, musée d'Orsay[108].
- Autoportrait (1876), Cambridge, Fogg Art Museum
- Au jardin - Sous la tonnelle au moulin de la Galette (1876), Moscou, musée Pouchkine.
- Portrait de Nini Lopez (1876), Le Havre, musée d'art moderne André-Malraux.
- Portrait de femme en noir (1876), Saint-Pétersbourg, musée de l'Ermitage.
- Madame Alphonse Daudet (1876), Paris, musée d'Orsay (MNR 201)[109].
- La Rêverie, portrait de Jeanne Samary (1877), Moscou, musée Pouchkine.
- Portrait de Jeanne Samary en pied (1878), Saint-Pétersbourg, musée de l'Ermitage[110].
- Hommage à Léon Riesener, disparu en 1878, dessin paru dans La Vie Moderne, 17 avril 1879, page 1[111].
- Madame Charpentier et ses enfants (1878),
- Portrait de jeune fille, (1879), pastel Fondation Bemberg Toulouse
- La Couseuse (1879), Art Institute of Chicago[112].
- La Fin du déjeuner (1879), Francfort-sur-le-Main, musée Städel.
- Les Canotiers à Chatou (1879), Washington, National Gallery of Art.
- Déjeuner au bord de la rivière (1879), Art Institute of Chicago[113].
- Paysage à Wargemont (1879), Toledo (Ohio), Musée d'Art de Toledo[114].
- Paysages Bords de Seine, (On the Shore of the Seine) (1879), musée d'art de Baltimore.
- Au concert dans une loge à l'Opéra (1880), Williamstown, Clark Art Institute.
- Près du lac (1880), The Art Institute of Chicago.
- Place Clichy (1880), Cambridge, Fitzwilliam Museum.
- Portrait d'Irène Cahen d'Anvers (1880), Zurich, Fondation et Collection Emil G. Bührle.
- Le Déjeuner des canotiers (1880-1881), Washington, The Phillips Collection.
- Mère et Enfant (1881), Merion, Fondation Barnes.
- Baie de Salernes ou Paysage du Midi (1881), Le Havre, Musée d'art moderne André-Malraux.
- Baie de Naples au matin (1881), New York, Metropolitan Museum of Art).
- Le Jardin d'essai (1881), Las Vegas, MGM Resorts International.
- Les Demoiselles Cahen d'Anvers (1881),
- Les Deux Sœurs ou Sur la Terrasse (1881),
- La Femme à l'éventail (1881),
- Jeunes filles en noir (1881),
- Vague (1882), Memphis, Dixon Gallery and Gardens (en).
- Marie-Thérèse et Jeanne Durand-Ruel (1882), Norfolk, Chrysler Museum of Art.
- Joseph Durand-Ruel (1882), collection particulière.
- Charles et Georges Durand-Ruel (1882), collection particulière,
- Danse à la ville (1883), Paris, musée d'Orsay[115],
- Femme nue dans un paysage (1883), Paris, musée de l'Orangerie,
- Portrait de Paul Haviland (1884, Kansas City, Missouri, musée d'art Nelson-Atkins),
- Jeune Fille au chapeau de paille (1884), Paris, Galerie Malingue[116].
- L'Enfant au sein ou Maternité (vers 1885), Paris, musée d'Orsay[117].
- Les Grandes Baigneuses (1884-1887), Philadelphia Museum of Art.
- Les Parapluies (entre 1881 et 1886),
- Nu d'homme dans un paysage dit aussi Le Fleuve (1885), Collection particulière
- Femme se coiffant (1887), Saint-Pétersbourg, musée de l'Ermitage.
- Jeune Fille au ruban bleu (1888)
- La Coiffure (1888), Hakone, musée Pola.
- Jeune Fille à la coiffure de dentelle (1891), Hakone, musée Pola.
- Jeunes filles au piano (1892), Musée d'Orsay et Musée de l'Orangerie.
- Portrait de Stéphane Mallarmé (1892),
- Jeune Baigneuse (1892), New York, Metropolitan Museum of Art.
- Jean jouant avec Gabrielle (1894)[Où ?].
- Gabrielle et Jean (1895), Paris, musée de l'Orangerie.
- Portrait de Madame Stephen Pichon (1895), musée Renoir de Cagnes-sur-Mer[118].
- La Famille de l'artiste, ou Les Enfants de Monsieur Caillebotte (1896), Merion, Fondation Barnes
- Femme jouant de la guitare (1897),
- La Baigneuse endormie (1897)[Où ?].
- Autoportrait (1899),
- La balayeuse (1899), collection particulière (Steve Wynn, Hôtel Mirage, Las Vegas, Nevada).
- Nature morte (entre 1900 et 1919), Musée national des beaux-arts du Québec, Québec[119].
- Portrait de Jean Renoir enfant (1900), musée des beaux-arts de Limoges.
- Femme nue en plein air (1900)[Où ?].
- Paysage de Provence (entre 1904 et 1910), Musée national des beaux-arts du Québec, Québec[120].
- Femme nue couchée (1906), Paris, musée de l'Orangerie.
- La Toilette : femme se peignant (1907),
- La Dame à l'éventail (1908), New York, collection Durand-Ruel.
- Ambroise Vollard (1908),
- Nu couché vu de dos (1909), Paris, musée d'Orsay[121].
- Claude Renoir en clown (1909),
- Coco (1910), Museum of Fine Arts, Boston.
- Autoportrait au chapeau blanc (1910),
- Ambroise Vollard au foulard rouge (1911),
- Vollard en toréador (1917),
- Jeune Fille à la mandoline (1918), New York, collection Durand-Ruel.
- Portrait d'Adèle Besson (1918),
- Les Baigneuses (1918-1919),
- Pins à Cagnes (vers 1919), Le Havre, musée d'art moderne André-Malraux.
- Les Poissons ; La Seine à Argenteuil ; Nu debout ; Portrait de la poétesse Alice Vallière-Merzbach ; Gabrielle, Genève, Petit Palais.

## Modèles

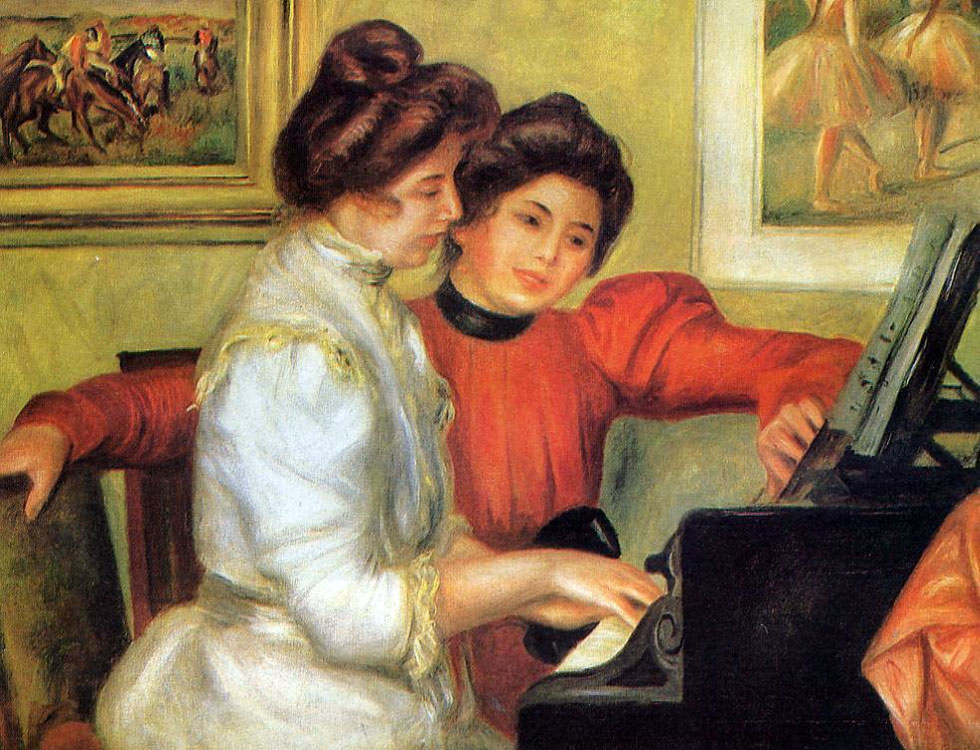
Yvonne et Christine Lerolle au piano, vers 1897.

Renoir a choisi une part importante de ses modèles parmi son entourage et ses relations :
- Lise : Lise Tréhot, compagne
- Camille : Camille Doncieux, épouse de Monet
- Aline : Aline Charigot, épouse
- Jeanne : Jeanne Samary, comédienne
- Nini : Nini Lopez, voisine
- Maria : Marie-Clémentine Valadon alias Suzanne Valadon, artiste peintre et maîtresse de Renoir
- Anna : Alma-Henriette Lebœuf alias Marguerite Legrand
- La Boulangère : Marie Dupuis, bonne des Renoir
- Gabrielle : Gabrielle Renard, nounou de Jean Renoir et bonne
- Renée : Renée Jolivet, nounou de Claude Renoir
- Amélie Laurent alias Amélie Diéterle, actrice et cantatrice
- Dédée : Andrée Madeleine Heuschling alias Catherine Hessling, actrice et épouse de Jean Renoir
- Margot : Marguerite-Thérèse Bérard, fille du banquier et diplomate Paul Bérard
- Yvonne et Christine Lerolle, fille d'Henri Lerolle, peintre
- Angèle : Angèle Legault, vendeuse de fleurs, actrice
- Ellen Andrée, actrice…

## Citations
- « Mettez-vous cela en tête : il n'existe qu'un seul indicateur de la valeur d'un tableau : c'est la salle des ventes. »[122]
- Stéphane Mallarmé, Les Loisirs de la poste, 1894 :

« Villa des Arts, près l'avenue

De Clichy, peint Monsieur Renoir

Qui devant une épaule nue

Broie autre chose que du noir. »

## Exposition
- « Renoir père et fils », musée d'Orsay (Paris), 2018-2019[123].

### Filmographie
- Renoir de Gilles Bourdos (2013) avec Michel Bouquet (Auguste Renoir) et Vincent Rottiers (Jean Renoir)